# Chủ nghĩa tư bản
Chủ nghĩa tư bản (Chữ Hán: 主義資本; tiếng Anh: capitalism) là một hệ thống kinh tế dựa trên quyền sở hữu tư nhân đối với tư liệu sản xuất và hoạt động sản xuất vì lợi nhuận. Các đặc điểm đặc trưng của chủ nghĩa tư bản bao gồm: tài sản tư nhân, tích lũy tư bản, lao động tiền lương, trao đổi tự nguyện, một hệ thống giá cả và thị trường cạnh tranh. Trong nền kinh tế thị trường tư bản, việc điều hành và đầu tư được quyết định bởi chủ sở hữu tài sản, tư liệu sản xuất hoặc khả năng sản xuất trong thị trường tài chính, trong khi giá cả, phân phối hàng hóa và dịch vụ chủ yếu được quyết định bởi sự cạnh tranh trong thị trường hàng hóa và dịch vụ. Chủ nghĩa tư bản xuất hiện đầu tiên tại châu Âu và phát triển từ trong lòng xã hội phong kiến châu Âu và chính thức được xác lập như một hình thái xã hội tại Hà Lan và Anh ở thế kỷ XVII. Sau cách mạng Pháp cuối thế kỷ XVIII, hình thái chính trị của "nhà nước tư bản chủ nghĩa" dần dần chiếm ưu thế hoàn toàn tại châu Âu và loại bỏ dần hình thái nhà nước của chế độ phong kiến, quý tộc. Và sau này hình thái chính trị – kinh tế – xã hội tư bản chủ nghĩa lan ra khắp châu Âu và thế giới.
Sự phát triển của chủ nghĩa tư bản (với tư cách một hình thái kinh tế) từ chủ nghĩa phong kiến không do một lý thuyết gia nào xây dựng. Tuy nhiên Adam Smith là người có đóng góp to lớn nhất xây dựng một hệ thống lý luận tương đối hoàn chỉnh về chủ nghĩa tư bản tự do hay tự do kinh tế. Chủ nghĩa tư bản không đồng nhất với chủ nghĩa tự do dù nền tảng là kinh tế tư hữu, nói cách khác chủ nghĩa tư bản là một trong các hình thái kinh tế của sản xuất tư hữu và đối lập với chủ nghĩa xã hội trên nền tảng sở hữu công cộng, sở hữu tập thể. Các chính sách an sinh xã hội trong nền kinh tế tư bản không phải là thành tố của chủ nghĩa tư bản, và cũng không phải biểu hiện đặc trưng của chủ nghĩa xã hội. Chính xác hơn là nó là một biểu hiện của một nền kinh tế được điều chỉnh ít nhiều bởi nhà nước.
Các nhà kinh tế, nhà kinh tế chính trị, nhà xã hội học và nhà sử học đã áp dụng những quan điểm khác nhau trong các phân tích về chủ nghĩa tư bản và đã công nhận nhiều hình thức tư bản có trong thực tế, bao gồm laissez-faire hay chủ nghĩa tư bản thị trường tự do, chủ nghĩa tư bản phúc lợi và chủ nghĩa tư bản nhà nước. Các hình thức khác nhau của chủ nghĩa tư bản có mức độ khác nhau ở thị trường tự do, sở hữu công cộng, trở ngại cho cạnh tranh tự do và các chính sách xã hội bị nhà nước xử phạt. Mức độ cạnh tranh trên thị trường, vai trò can thiệp và điều tiết và phạm vi sở hữu nhà nước khác nhau giữa các mô hình chủ nghĩa tư bản khác nhau. Hầu hết các nền kinh tế tư bản hiện tại là các nền kinh tế hỗn hợp kết hợp các yếu tố của thị trường tự do với sự can thiệp của nhà nước và trong một số trường hợp là hoạch định kinh tế.
Các nền kinh tế thị trường đã tồn tại dưới nhiều hình thức của chính phủ và ở nhiều thời điểm, địa điểm và nền văn hóa khác nhau. Các xã hội tư bản hiện đại, được đánh dấu bằng sự phổ cập các quan hệ xã hội dựa trên đồng tiền, một nhóm công nhân lớn và toàn hệ thống phải làm việc để kiếm tiền, và một tầng lớp tư bản sở hữu các phương tiện sản xuất được phát triển ở Tây Âu trong một quá trình dẫn đến cuộc cách mạng công nghiệp. Các hệ thống tư bản với mức độ can thiệp trực tiếp khác nhau của chính phủ đã trở nên chiếm ưu thế trong thế giới phương Tây và tiếp tục lan rộng ra thế giới. Theo thời gian, tất cả các nước tư bản đã trải qua sự tăng trưởng kinh tế nhất quán và sự nâng cao mức sống của con người.

Các nhà phê bình chủ nghĩa tư bản cho rằng hệ thống chủ nghĩa tư bản thiết lập quyền lực trong tay một tầng lớp tư bản thiểu số tồn tại thông qua sự bóc lột giai cấp công nhân đa số và lao động của họ; nó ưu tiên lợi nhuận hơn lợi ích xã hội, tài nguyên thiên nhiên và môi trường, chủ nghĩa tư bản là một động cơ của bất bình đẳng, tham nhũng và bất ổn kinh tế. Trong khi những người ủng hộ chủ nghĩa tư bản lập luận rằng nó cung cấp các sản phẩm tốt hơn và đổi mới thông qua sự cạnh tranh, thúc đẩy đa nguyên và phân cấp quyền lực, phân tán sự giàu có cho tất cả những người sản xuất sau đó đầu tư vào các doanh nghiệp hữu ích dựa trên nhu cầu thị trường, cho phép hệ thống khuyến khích linh hoạt trong đó ưu tiên hiệu quả và bền vững. vốn, tạo ra sự tăng trưởng kinh tế mạnh mẽ và mang lại năng suất và sự thịnh vượng có lợi cho xã hội.

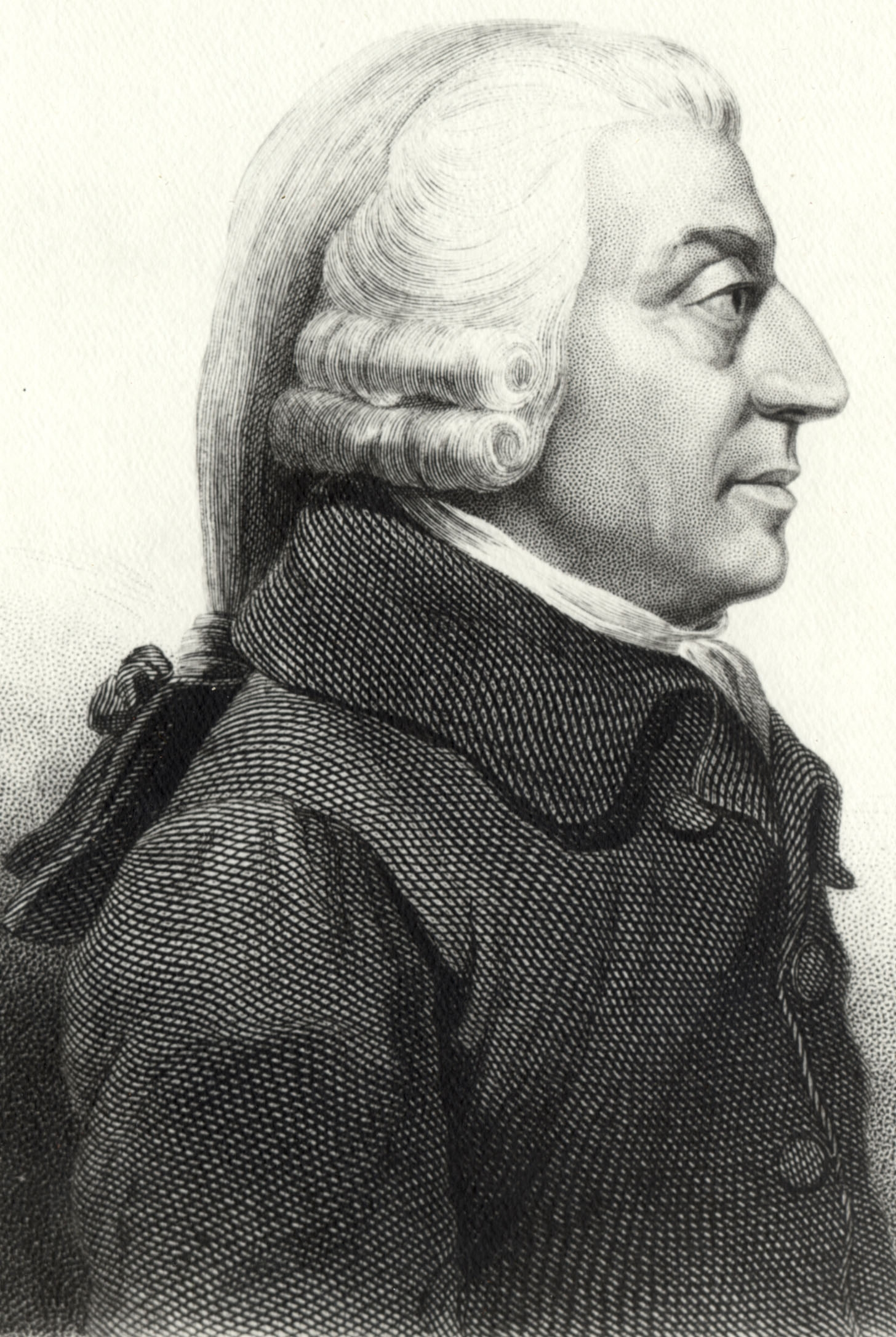
Adam Smith - cha đẻ kinh tế học cổ điển với tác phẩm: Sự giàu có của quốc gia

## Lịch sử
Chủ nghĩa tư bản đã bắt đầu tồn tại trên quy mô nhỏ trong nhiều thế kỷ xuất hiện dưới dạng các hoạt động buôn bán, cho thuê và cho vay và đôi khi là ngành công nghiệp quy mô nhỏ với một số lao động làm công ăn lương. Đã có một lịch sử rất dài trong trao đổi hàng hóa đơn giản và sản xuất hàng hóa đơn giản, đó là nền tảng ban đầu cho sự phát triển của tư bản từ trao đổi thương mại. "Thời kỳ chủ nghĩa tư bản" theo Karl Marx có từ các thương gia thế kỷ 16 và các thành phố đô thị nhỏ. Marx biết rằng lao động tiền lương đã tồn tại trên một quy mô nhỏ trong nhiều thế kỷ trước khi ngành công nghiệp tư bản chủ nghĩa. Các nước Hồi giáo đã sớm ban hành chính sách kinh tế tư bản, di cư sang châu Âu thông qua các đối tác thương mại từ các thành phố như Venice. Chủ nghĩa tư bản trong hình thức hiện đại có thể được bắt nguồn từ sự xuất hiện của chủ nghĩa tư bản nông nghiệp và chủ nghĩa trọng thương trong thời kỳ Phục hưng.
Các hình thức tư bản và trao đổi thương mại đã tồn tại nhiều năm trong phần lớn lịch sử, nhưng nó không dẫn đến sự công nghiệp hóa hay chi phối quá trình sản xuất của xã hội. Do nó đòi hỏi rất nhiều các điều kiện, bao gồm các công nghệ cụ thể về sản xuất hàng loạt, khả năng độc lập, tư nhân và buôn bán phương tiện sản xuất, một tầng lớp công nhân sẵn sàng bán sức lao động của mình để kiếm sống, khung pháp lý thúc đẩy thương mại, cơ sở vật chất cho phép lưu thông hàng hóa một quy mô lớn và an ninh cho sự tích lũy cá nhân. Nhiều điều kiện trong số này không tồn tại ở nhiều nước thế giới thứ ba, mặc dù có nhiều vốn và lao động. Những trở ngại cho sự phát triển của thị trường tư bản do đó ít kỹ thuật và xã hội, văn hóa và chính trị hơn..

### Chủ nghĩa tư bản nông nghiệp
Nền tảng kinh tế của hệ thống nông nghiệp phong kiến bắt đầu thay đổi ở Anh thế kỷ 16 khi hệ thống trang ấp đã bị phá vỡ và đất đai bắt đầu trở nên tập trung trong tay một số địa chủ với lượng bất động sản ngày càng lớn. Thay vì một hệ thống nông nô dựa trên lao động, người lao động ngày càng được sử dụng như một phần của một nền kinh tế dựa vào trên nhuận. Hệ thống này gây áp lực lên cả địa chủ và người thuê đất để tăng năng suất nông nghiệp tạo ra lợi nhuận; sự suy yếu quyền lực cưỡng chế của tầng lớp quý tộc để trích xuất dư thừa nông dân khuyến khích họ thử các phương pháp sản xuất tốt hơn; và những người thuê đất cũng có động lực để cải thiện phương pháp của họ để phát triển mạnh trong một thị trường lao động cạnh tranh. Điều khoản thuê đất đã trở thành đối tượng của lực lượng kinh tế thị trường chứ không phải là hệ thống phong kiến trì trệ trước đây.
Đến đầu thế kỷ 17, nước Anh là một nhà nước kinh tế tập trung, trong đó phần lớn các luật phong kiến Trung cổ châu Âu đã bị loại bỏ. Sự tập trung này được xây dựng bởi một hệ thống đường sá tốt và một thành phố thủ đô lớn, London. Thủ đô đóng vai trò là trung tâm thị trường trung tâm của cả nước, tạo ra một thị trường nội bộ rất lớn cho hàng hóa, tương phản với những cổ phần phong kiến bị phân tán chiếm ưu thế ở hầu hết các vùng của lục địa.

### Chủ nghĩa trọng thương

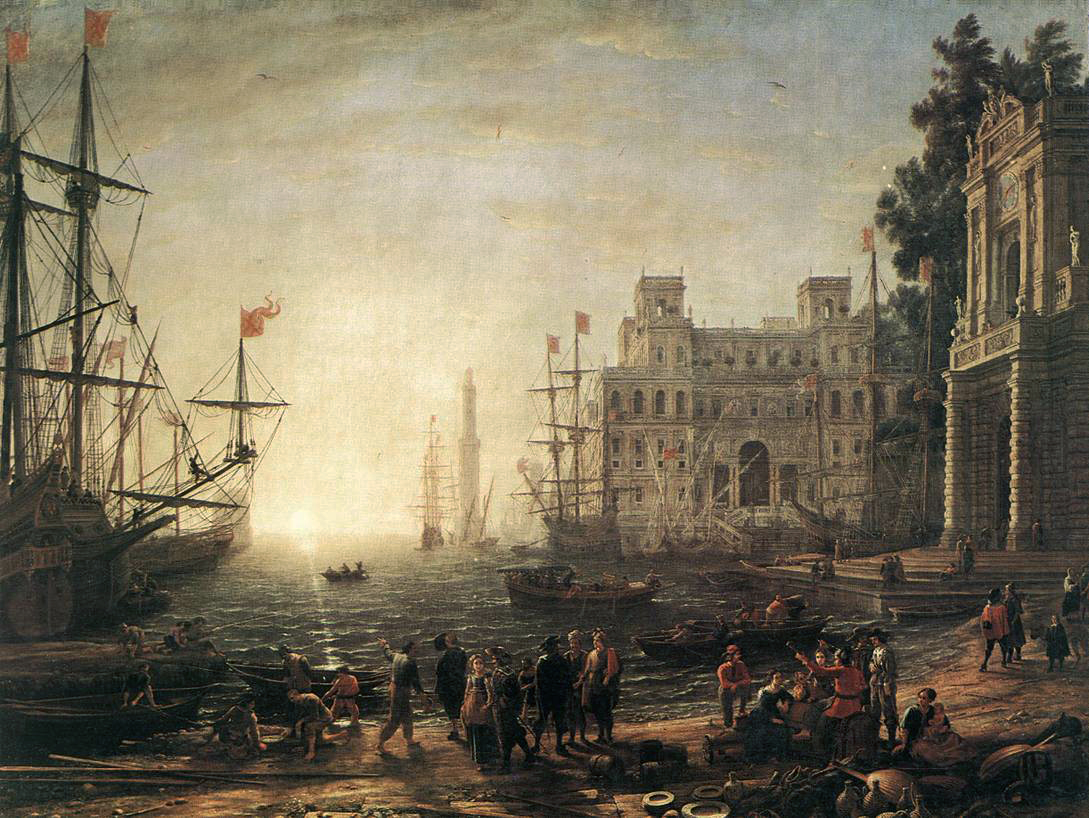
Một bức tranh của một cảng biển của Pháp từ năm 1638 ở đỉnh cao của chủ nghĩa trọng thương

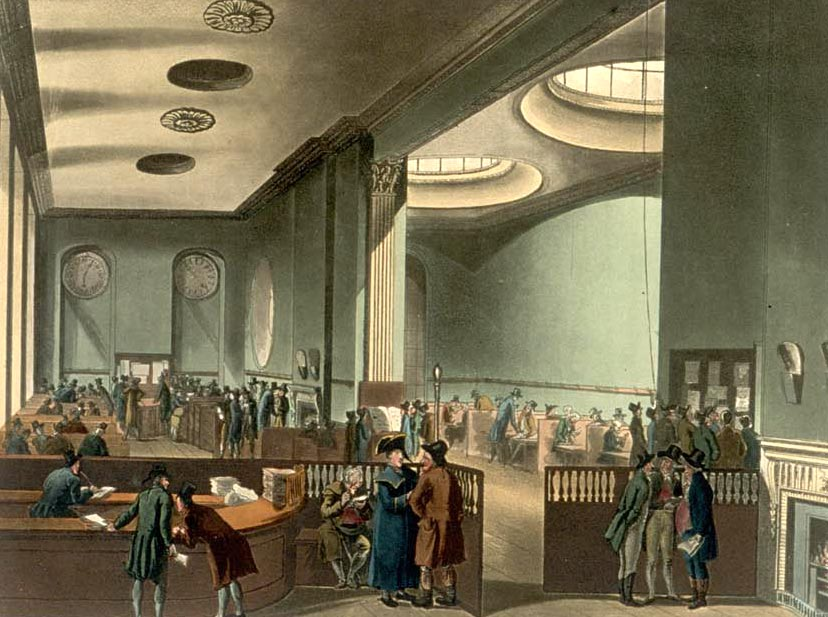
Căn phòng cho thuê bao tại Lloyd của London trong những năm đầu thế kỷ 19

Các học thuyết kinh tế hiện hành từ thế kỷ 16 đến thế kỷ 18 thường được gọi là chủ nghĩa trọng thương. Giai đoạn này, còn gọi thời kỳ khám phá, được kết hợp với cuộc thăm dò địa lý của các vùng đất nước ngoài của các thương nhân buôn bán, đặc biệt là từ Anh và các nước khác. Chủ nghĩa trọng thương là một hệ thống thương mại vì lợi nhuận, mặc dù hàng hóa vẫn chủ yếu sản xuất bằng phương pháp phi tư bản chủ nghĩa. Hầu hết các học giả đều coi kỷ nguyên của chủ nghĩa tư thương gia và chủ nghĩa trọng thương là nguồn gốc của chủ nghĩa tư bản hiện đại, mặc dù Karl Polanyi cho rằng dấu hiệu của chủ nghĩa tư bản là việc thành lập thị trường tổng quát cho những gì ông gọi là "hàng giả", ví dụ: đất đai, lao động và tiền bạc. Theo đó, ông lập luận rằng "không cho là đến năm 1834 một thị trường lao động cạnh tranh thành lập ở Anh, do đó chủ nghĩa tư bản công nghiệp như một hệ thống xã hội không thể cho là đã tồn tại trước ngày đó".
Anh đã bắt đầu một phương pháp tiếp cận tích hợp và quy mô lớn đến chủ nghĩa trọng thương trong kỷ nguyên Elizabethan (1558–1603). Một lời giải thích có hệ thống và mạch lạc về sự cân bằng thương mại đã được công bố thông qua tranh luận Kho báu của nước Anh của Thomas Mun bởi Forraign Trade, và cuốn The Balance of our Forraign Trade is The Rule of Our Treasure. Nó được viết vào những năm 1620 và xuất bản năm 1664.
Các thương gia châu Âu, được hỗ trợ bởi các nhà quản lý nhà nước, trợ cấp và độc quyền, kiếm được nhiều lợi nhuận nhất bằng cách mua và bán hàng hóa. Theo lời của Francis Bacon, mục đích của chủ nghĩa trọng thương là "sự mở cửa và cân bằng thương mại, sự trân trọng của các nhà sản xuất, loại bỏ sự biếng nhác, hạn chế chất thải và tránh lãng phí, cải thiện và chất lượng của đất; các quy định về giá [...]".

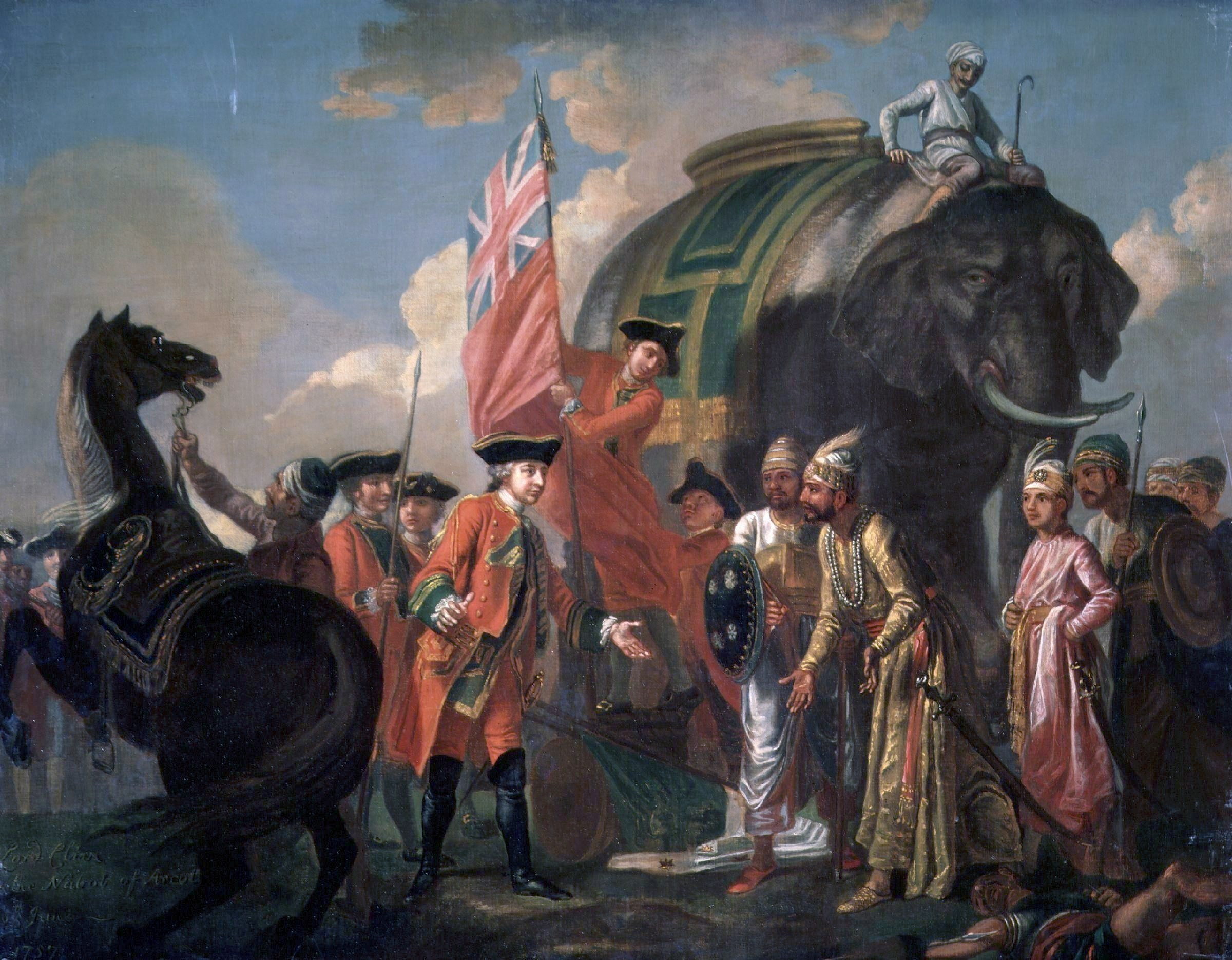
Robert Clive sau trận Plassey, bắt đầu sự cai trị công ty Đông Ấn (đại diện của thực dân Anh) tại Ấn Độ

Công ty Đông Ấn của Anh và Công ty Đông Ấn Hà Lan đã khánh thành một kỷ nguyên mở rộng của thương mại và trao đổi mua bán. Các công ty này được đặc trưng bởi việc đánh chiếm thuộc địa của họ, các quốc gia thuộc địa đã trao cho họ nhiều quyền lực. Trong thời kỳ này, các thương gia, người đã giao dịch dưới sân khấu trước đó của chủ nghĩa trọng thương, vốn đầu tư trong công ty Đông Ấn và các thuộc địa khác, tìm kiếm một lợi nhuận đến từ đầu tư.
Thế kỷ XVIII-XIX là thời kỳ chủ nghĩa tư bản phát triển mạnh nhất, thúc đẩy sự phát triển khoa học kỹ thuật và tăng năng suất lao động, đã biến nhiều quốc gia trở thành các cường quốc kinh tế. Tuy nhiên nó cũng gây ra sự phân hóa xã hội sâu sắc, kể cả sự bóc lột nhân công thường thấy, chủ nghĩa thực dân ra đời cùng sự xâm chiếm thuộc địa và buôn bán nô lệ. Karl Marx viết: 
"Việc tìm thấy những mỏ vàng, mỏ bạc ở châu Mỹ, việc biến người dân bản xứ thành nô lệ, việc chôn vùi họ vào các hầm mỏ hoặc tuyệt diệt họ đi, những buổi đầu của cuộc chinh phục và cướp bóc ở Đông Ấn, việc biến châu Phi thành một vùng đất cấm thương mại dành riêng cho việc săn bắt người da đen, đấy là những biện pháp tích lũy nguyên thủy có tính chất báo hiệu bình minh của thời đại tư bản chủ nghĩa"
Bên cạnh việc bóc lột nhân công trong nước, các nhà tư bản cũng tăng cường bóc lột kinh tế các nước thuộc địa. Nhà kinh tế học nổi tiếng Utsa Patnaik, dựa trên dữ liệu chi tiết về thuế và mậu dịch thương mại trong gần hai thế kỷ, đã tính toán và đưa đến kết luận rằng, thực dân Anh đã bóc lột khoảng 45.000 tỷ USD (theo thời giá năm 2017) của Ấn Độ trong giai đoạn 1765 đến 1938, lớn gấp 17 lần GDP của nước Anh năm 2017. Sự bòn rút của Anh được thực hiện thông qua hệ thống độc quyền thương mại tại Ấn Độ do công ty Đông Ấn (East India Company) của Anh nắm quyền kiểm soát. Người dân Ấn Độ đã phải cung phụng để nước Anh phát triển. Cuộc cách mạng công nghiệp tại Anh phụ thuộc phần lớn vào những phi vụ chiếm đoạt có hệ thống ở Ấn Độ. Trong toàn bộ lịch sử 200 năm cai trị của Anh tại Ấn Độ, hầu như không có sự gia tăng thu nhập bình quân đầu người. Trong nửa cuối thế kỷ 19, thu nhập bình quân của dân Ấn Độ đã giảm một nửa, tuổi thọ trung bình của người Ấn giảm 20% từ năm 1870 đến 1920. Hàng chục triệu người đã chết đói do chính sách mà thực dân Anh gây ra.

### Chủ nghĩa tư bản công nghiệp

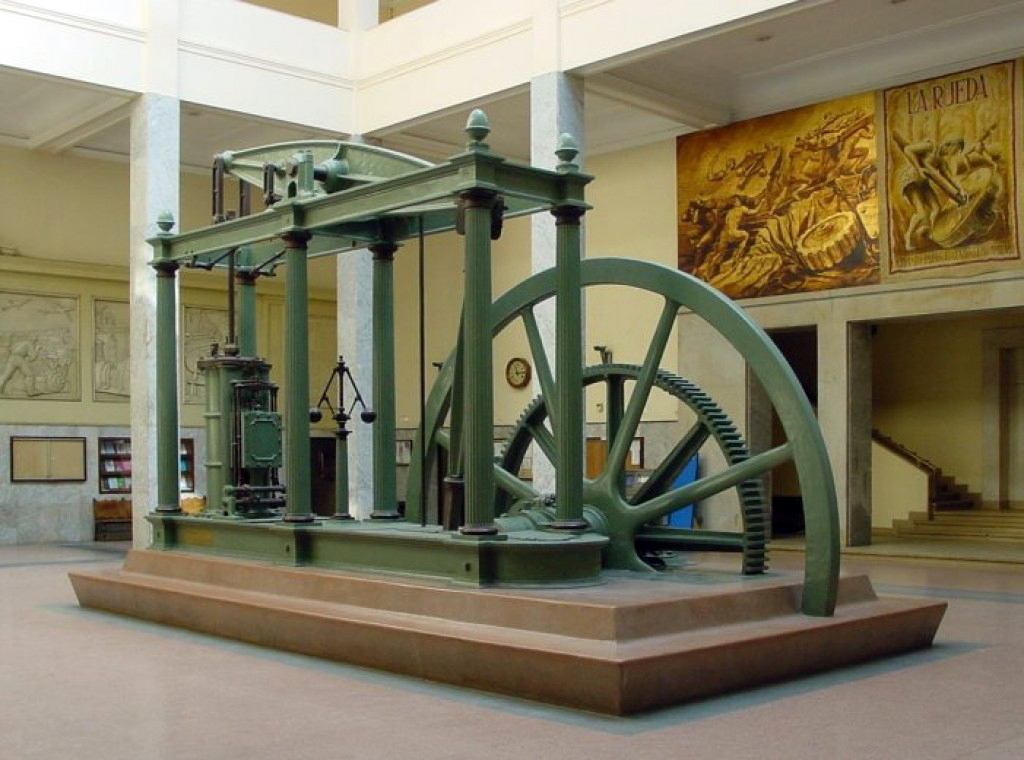
Một động cơ hơi nước Watt: động cơ hơi nước được sử dụng nhiên liệu bằng than thúc đẩy cuộc cách mạng công nghiệp ở Vương quốc Anh

Vào giữa thế kỷ 18, một nhóm các nhà lý thuyết kinh tế mới, do David Hume lãnh đạo và Adam Smith, thách thức học thuyết trọng thương cơ bản, tin rằng sự giàu có của thế giới vẫn không đổi và một nhà nước chỉ có thể làm tăng sự giàu có của nó với chi phí của một nước khác.
Trong cuộc Cách mạng công nghiệp, công nghiệp thay thế các thương gia như một nhân tố chi phối trong hệ thống tư bản chủ nghĩa và ảnh hưởng sự suy giảm của các kỹ năng thủ công mỹ nghệ truyền thống của các nghệ nhân và người làm thuê. Cũng trong giai đoạn này, thặng dư được tạo ra bởi sự phát triển của thương mại nông nghiệp khuyến khích tăng cơ giới hóa nông nghiệp. Chủ nghĩa tư bản công nghiệp đánh dấu sự phát triển của hệ thống sản xuất của nhà máy, đặc trưng bởi một bộ phận lao động phức tạp giữa và trong quá trình làm việc và các công việc thường ngày; và cuối cùng đã thiết lập sự thống trị toàn cầu của chế độ tư bản sản xuất.
Anh cũng từ bỏ chính sách bảo hộ của mình như là chấp nhận bởi chủ nghĩa trọng thương. Trong thế kỷ 19, Richard Cobden và John Bright, người dựa niềm tin của họ trên trường Manchester, đã khởi xướng một phong trào để giảm thuế. Vào những năm 1840, Anh đã áp dụng chính sách bảo hộ ít hơn, với việc bãi bỏ Luật Ngô và Đạo luật Điều hướng. Anh giảm thuế quan và hạn ngạch, phù hợp với sự ủng hộ của David Ricardo đối với thương mại tự do.

### Chủ nghĩa tư bản hiện đại

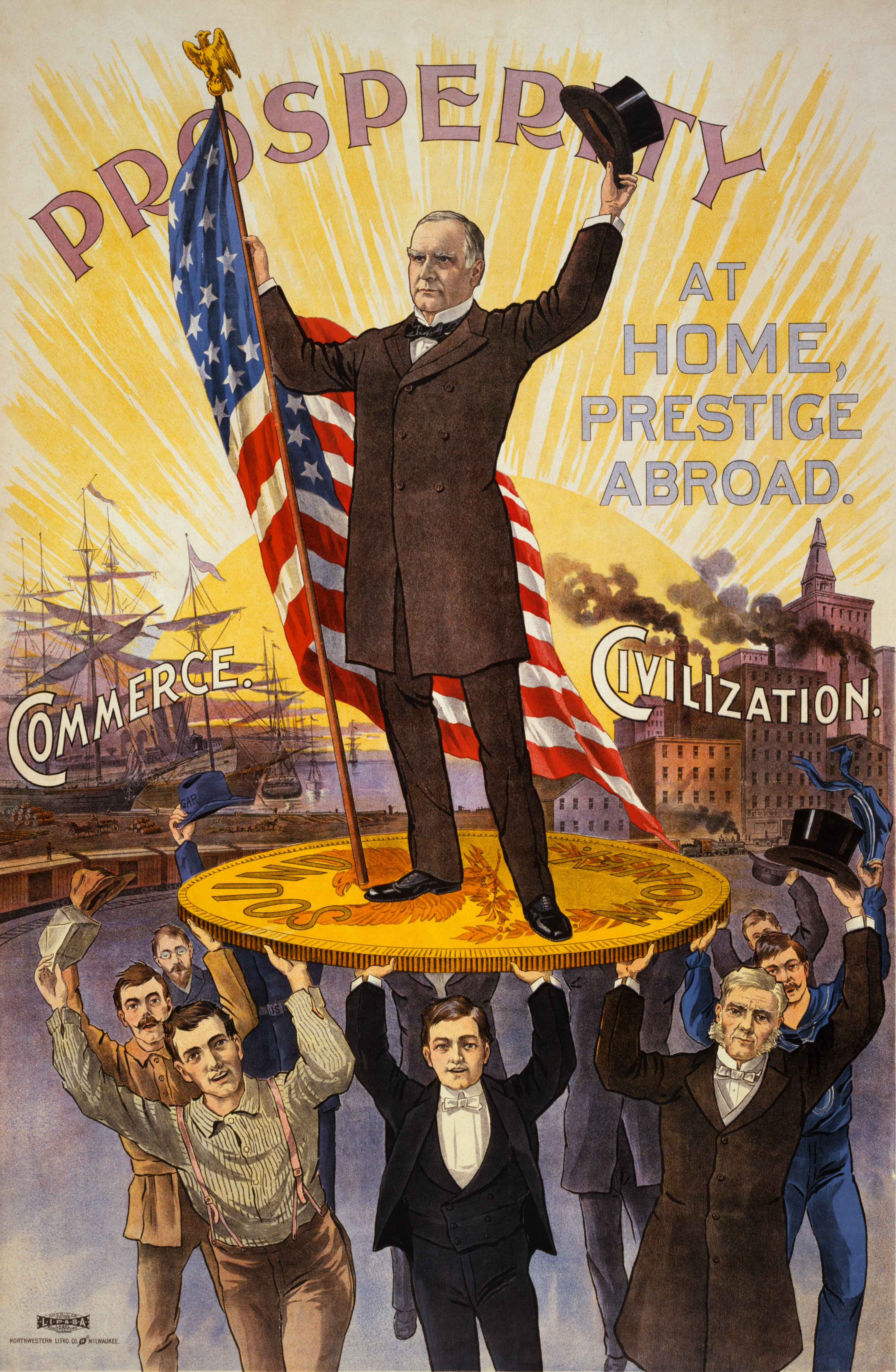
Bản vị vàng hình thành nên cơ sở tài chính của nền kinh tế quốc tế từ năm 1870 đến năm 1914.

Chủ nghĩa tư bản đã được mở rộng ra thế giới bởi các quá trình toàn cầu hóa và đến cuối thế kỷ 18 đã trở thành hệ thống kinh tế chiếm ưu thế. Sau đó trong thế kỷ 20, chủ nghĩa tư bản đã vượt qua thách thức của các nền kinh tế kế hoạch tập trung và hiện là hệ thống bao trùm toàn cầu, với nền kinh tế hỗn hợp là hình thức thống trị của nó trong thế giới công nghiệp hóa phương Tây.
Công nghiệp hóa cho phép sản xuất hàng loạt các mặt hàng gia dụng giá rẻ theo quy mô kinh tế trong khi dân số tăng nhanh tạo ra nhu cầu bền vững cho hàng hóa. Toàn cầu hoá trong giai đoạn này bắt đầu được định hình bởi chủ nghĩa đế quốc ở thế kỷ 18.

Sau cuộc chiến tranh nha phiến lần thứ nhất và thứ hai (1839–1860) và việc hoàn thành cuộc chinh phục Ấn Độ của Anh, quần thể rộng lớn của các khu vực này đã trở thành người tiêu dùng sẵn sàng xuất khẩu châu Âu. Cũng trong giai đoạn này, các khu vực của châu Phi cận Sahara và các đảo Thái Bình Dương được đưa vào hệ thống thế giới. Trong khi đó, cuộc chinh phục các khu vực mới trên thế giới, đặc biệt là châu Phi cận Sahara, châu Á mang lại nguồn tài nguyên thiên nhiên quý giá như cao su, kim cương và than và giúp đầu tư và thương mại nhiên liệu giữa các cường quốc châu Âu, các thuộc địa của họ và Hoa Kỳ: 
Cư dân của London có thể gọi bằng điện thoại, nhấm nháp trà buổi sáng, các sản phẩm khác nhau trên thế giới, và mong đợi sớm giao hàng ngay trước cửa nhà mình. Chủ nghĩa quân phiệt và chủ nghĩa đế quốc của sự cạnh tranh chủng tộc và văn hóa ít hơn nhiều so với những thú vui của tờ báo hàng ngày của ông. Thật là một tập phim đặc biệt trong phát triển kinh tế của con người là tuổi mà đã kết thúc trong tháng 8 năm 1914.
Trong giai đoạn này, hệ thống tài chính toàn cầu chủ yếu gắn liền với bản vị vàng. Vương quốc Anh lần đầu tiên chính thức thông qua tiêu chuẩn này vào năm 1821. Ngay sau đó là Canada vào năm 1853, Newfoundland năm 1865, Hoa Kỳ và Đức (de jure) năm 1873. Các công nghệ mới, chẳng hạn như điện báo, cáp xuyên Đại Tây Dương, điện thoại vô tuyến, tàu hơi nước và đường sắt cho phép hàng hóa và thông tin di chuyển khắp thế giới ở mức độ chưa từng có.
Từ đầu thế kỷ XX trở đi, nhà nước tư bản chủ nghĩa từ chỗ hầu như không can thiệp vào nền kinh tế, thì lại can thiệp mạnh mẽ vào cơ chế thị trường, điều chỉnh thu nhập, sau đó là một quá trình quốc hữu hóa lớn diễn ra ở một số nước. Sự hình thành chủ nghĩa tư bản độc quyền do sự sáp nhập các doanh nghiệp tạo nên các tập đoàn kinh tế gần như không chịu sự cạnh tranh mang tính tự nhiên cũng là một đặc điểm trong giai đoạn thứ ba này. Thời kỳ này, theo nhận định của Lenin, chủ nghĩa tư bản đã trở thành chủ nghĩa đế quốc, tạo nguồn gốc cho cuộc xung đột toàn cầu đầu tiên là thế chiến thứ nhất.

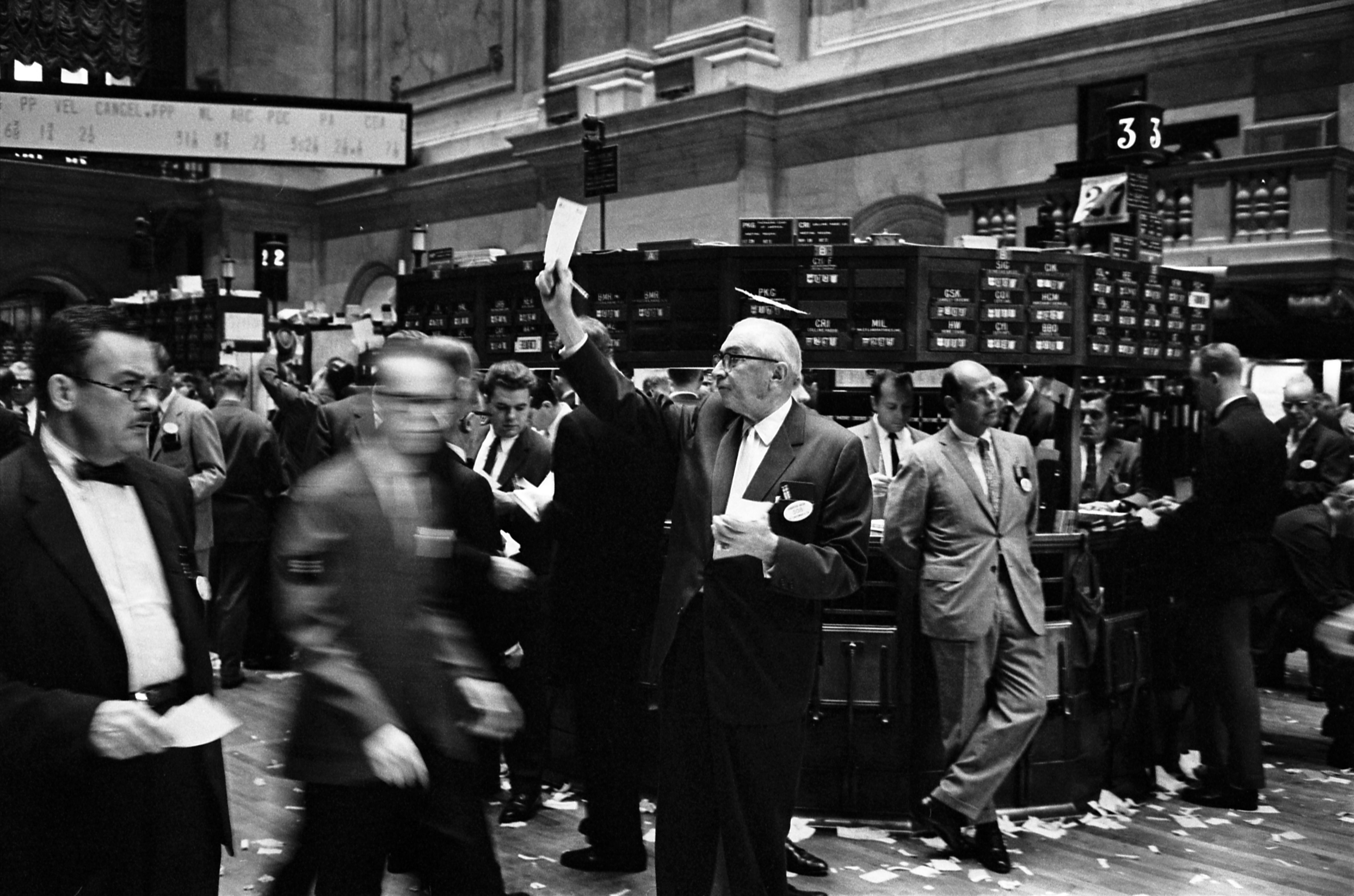
Sàn giao dịch chứng khoán New York (1963)

Trong giai đoạn sau cuộc khủng hoảng toàn cầu của những năm 1930, nhà nước đóng một vai trò ngày càng nổi bật trong hệ thống tư bản trên khắp thế giới. Sự bùng nổ sau chiến tranh đã kết thúc vào cuối những năm 1960 và đầu những năm 1970 và tình hình đã trở nên tồi tệ hơn do sự gia tăng của lạm phát. Chủ nghĩa tiền tệ, một bản sửa đổi của Kinh tế học Keynes tương thích hơn với laissez-faire, đã làm tăng uy tín lớn trên thế giới của tư bản chủ nghĩa, đặc biệt là dưới sự lãnh đạo của Ronald Reagan tại Hoa Kỳ và Margaret Thatcher ở Vương quốc Anh trong những năm 1980. Lợi ích công cộng và chính trị bắt đầu chuyển từ cái gọi là quan điểm tập thể về chủ nghĩa tư bản được quản lý của Keynes tập trung vào lựa chọn cá nhân, được gọi là "chủ nghĩa tư bản tái cơ cấu".
Theo học giả Harvard Shoshana Zuboff, một chi mới của chủ nghĩa tư bản, chủ nghĩa tư bản giám sát, kiếm tiền từ dữ liệu thu được thông qua giám sát. Cô khẳng định nó lần đầu tiên được phát hiện và củng cố tại Google, nổi lên do sự "khớp nối của các cường quốc lớn của kỹ thuật số với sự thờ ơ triệt để và tự đại nội tại của chủ nghĩa tư bản tài chính và tầm nhìn tự do mới của nó đã thống trị thương mại trong vòng ít nhất ba thập kỷ, đặc biệt trong nền kinh tế Anglo" và phụ thuộc vào kiến trúc toàn cầu về hòa giải máy tính tạo ra một biểu hiện quyền lực mới được phân phối và phần lớn không được nhắc đến mà cô gọi là "Big Other".
Nhà kinh tế học Dani Rodrik của Trường Harvard Kennedy đưa ra phân biệt giữa ba biến thể lịch sử của chủ nghĩa tư bản:
- Chủ nghĩa tư bản 1.0 trong thế kỷ 19 Hình thành thị trường tự do, nhà nước giữ vai trò tối thiếu trong nền kinh tế (ngoài việc bảo vệ quốc gia và bảo vệ quyền sở hữu)
- Chủ nghĩa tư bản 2.0 trong những năm sau Thế chiến thứ hai kéo theo chủ nghĩa Keynes, Nhà nước giữ vai trò quan trọng việc điều tiết thị trường và ban hành các hệ thống phúc lợi mạnh mẽ cho người dân.
- Chủ nghĩa tư bản 2.1 Sự kết hợp của các thị trường tự do, toàn cầu hóa và nghĩa vụ của các quốc gia với nhau.

Nhìn chung bức tranh của chủ nghĩa tư bản hiện đại có thể là một quá trình đan xen nhau giữa tư hữu hóa ("tư bản hóa") hay quốc hữu hóa ("xã hội hóa", "Nhà nước hóa") ở các quốc gia, mà nguyên nhân từ sự lên cầm quyền của các lực lượng cánh tả ủng hộ chủ nghĩa xã hội, bao gồm cả những người tự do cánh tả, hay các lực lượng cánh hữu hay cánh tả thiên hữu nhưng các đặc điểm cơ bản của nó là tự do kinh doanh và cạnh tranh trên thị trường ("mạnh được yếu thua") và những người cánh tả ủng hộ - quy luật kinh tế của chủ nghĩa tư bản từ khởi nguồn nguyên thủy thì luôn tồn tại trừ một số quốc gia trong một số giai đoạn. Sự xuất hiện các hình thức công ty cổ phần bao gồm cả cổ phần của Nhà nước, hay hình thức hợp tác cổ phần, ngày nay với xu hướng toàn cầu hóa các nước chủ nghĩa xã hội dần cải cách mở cửa kinh tế, chuyển từ nền kinh tế bao cấp sang nền kinh tế thị trường cùng với các hiệp định thương mại tự do làm cho sự phân biệt giữa chủ nghĩa tư bản hiện đại và chủ nghĩa xã hội trở nên mờ nhạt đi, không còn rạch ròi như trước.

#### Mối quan hệ với dân chủ
Mối quan hệ giữa dân chủ và chủ nghĩa tư bản là một lĩnh vực mang tính tranh cãi về lý thuyết và trong các phong trào chính trị phổ biến. Việc mở rộng quyền bầu cử phổ biến cho nam giới ở thế kỷ 19 ở Anh xảy ra cùng với sự phát triển của chủ nghĩa tư bản và dân chủ công nghiệp đã trở nên phổ biến đồng thời với chủ nghĩa tư bản, chủ nghĩa tư bản để tạo ra mối quan hệ nhân quả hoặc tương hỗ giữa họ. Tuy nhiên, theo một số tác giả trong chủ nghĩa tư bản thế kỷ 20 cũng đi kèm một loạt các thành phần chính trị khá khác biệt với các nền dân chủ tự do, bao gồm các chế độ phát xít, chế độ quân chủ tuyệt đối và các quốc gia độc đảng. Lý thuyết hòa bình dân chủ khẳng định rằng nền dân chủ hiếm khi chống lại các nền dân chủ khác, nhưng các nhà phê bình của lý thuyết đó cho rằng điều này có thể là do sự giống nhau về chính trị hay ổn định hơn là vì họ là dân chủ hay tư bản. Các nhà phê bình trung bình cho rằng mặc dù tăng trưởng kinh tế theo chủ nghĩa tư bản đã dẫn đến nền dân chủ trong quá khứ, nhưng không thể làm như vậy trong tương lai..
Một trong những người ủng hộ lớn nhất của ý tưởng rằng chủ nghĩa tư bản thúc đẩy tự do chính trị, Milton Friedman, lập luận rằng chủ nghĩa tư bản cạnh tranh cho phép quyền lực kinh tế và chính trị được tách biệt, đảm bảo rằng họ không đụng độ với nhau. Các nhà phê bình vừa phải đã thách thức điều này, nói rằng các nhóm vận động hành lang ảnh hưởng hiện tại đã có chính sách tại Hoa Kỳ là một mâu thuẫn, do sự chấp thuận của công dân United. Điều này đã khiến mọi người đặt câu hỏi về ý tưởng rằng chủ nghĩa tư bản cạnh tranh thúc đẩy tự do chính trị. Phán quyết về công dân United cho phép các công ty chi tiêu số tiền không được tiết lộ và không được kiểm soát về các chiến dịch chính trị, chuyển đổi kết quả thành lợi ích và phá hoại nền dân chủ thực sự. Như được giải thích trong các tác phẩm của Robin Hahnel, trung tâm của hệ thống thị trường tự do là khái niệm về tự do kinh tế và những người ủng hộ đó đánh đồng nền dân chủ kinh tế với tự do kinh tế và tuyên bố rằng chỉ có hệ thống thị trường tự do mới có thể cung cấp tự do kinh tế. Theo Hahnel, có một vài phản đối về tiền đề rằng chủ nghĩa tư bản cung cấp tự do thông qua tự do kinh tế. Những phản đối này được hướng dẫn bởi những câu hỏi quan trọng về ai hoặc quyết định nào mà quyền tự do của họ được bảo vệ nhiều hơn. Thông thường, câu hỏi về sự bất bình đẳng được đưa ra khi thảo luận về chủ nghĩa tư bản thúc đẩy nền dân chủ tốt như thế nào. Một lập luận có thể đứng là tăng trưởng kinh tế có thể dẫn đến sự bất bình đẳng vì vốn có thể thu được ở các mức độ khác nhau bởi những người khác nhau. Trong thủ đô của thế kỷ 21, Thomas Piketty thuộc trường Kinh tế Paris khẳng định rằng sự bất bình đẳng là hậu quả không thể tránh khỏi của tăng trưởng kinh tế trong nền kinh tế tư bản và sự tập trung kết quả của cải có thể làm mất ổn định xã hội dân chủ và làm suy yếu lý tưởng của công lý xã hội, nơi chúng được xây dựng.
Các quốc gia có hệ thống kinh tế tư bản đã phát triển mạnh theo các chế độ chính trị được cho là độc tài hoặc áp bức. Singapore có một nền kinh tế thị trường mở thành công nhờ vào môi trường cạnh tranh, kinh doanh thân thiện và luật lệ mạnh mẽ của nó. Tuy nhiên, hệ thống chính trị Singapore thường được cho là: (1) Bị kiểm soát chặt chẽ bởi chính phủ, mặc dù trên danh nghĩa đó là nhà nước dân chủ và là một trong số những nước ít tham nhũng nhất, nó cũng hoạt động chủ yếu dưới sự cai trị của một đảng; và (2) Không bảo vệ quyền tự do ngôn luận một cách mạnh mẽ, vì báo chí do chính phủ kiểm soát, cũng như thiên hướng bảo vệ pháp luật bảo vệ hòa bình dân tộc và tôn giáo, nhân phẩm tư pháp và danh tiếng cá nhân. Cũng như vậy, khu vực tư nhân (tư bản) tại Cộng hòa Nhân dân Trung Hoa đã phát triển theo cấp số nhân và phát triển mạnh kể từ khi thành lập, mặc dù có một chính phủ mà phương Tây cho là độc tài. Sự cai trị của nhà độc tài Augusto Pinochet ở Chile dẫn đến tăng trưởng kinh tế và mức độ bất bình đẳng cao bằng cách sử dụng các phương tiện độc tài để tạo môi trường an toàn cho đầu tư và chủ nghĩa tư bản.

### Tính đa dạng của chủ nghĩa tư bản
Peter A. Hall và David Soskice lập luận rằng các nền kinh tế hiện đại đã phát triển hai hình thức chủ nghĩa tư bản khác nhau: nền kinh tế thị trường tự do (hoặc LME) (ví dụ như Hoa Kỳ, Anh, Canada, New Zealand và Ireland) và các nền kinh tế thị trường (CME) (ví dụ: Đức, Nhật Bản, Thụy Điển và Áo). Hai loại này có thể được phân biệt theo cách chính mà các công ty phối hợp với nhau và các tác nhân khác, chẳng hạn như công đoàn. Trong các LME, các công ty chủ yếu phối hợp các nỗ lực của họ bằng cách phân cấp và cơ chế thị trường. Các nền kinh tế thị trường phối hợp dựa nhiều hơn vào các hình thức tương tác phi thị trường trong việc phối hợp mối quan hệ của họ với các tác nhân khác (để mô tả chi tiết xem các giống chủ nghĩa tư bản). Hai hình thức tư bản này đã phát triển các quan hệ công nghiệp khác nhau, đào tạo nghề và giáo dục, quản trị doanh nghiệp, quan hệ giữa các công ty và quan hệ với nhân viên. Sự tồn tại của các hình thức chủ nghĩa tư bản khác nhau này có tác động xã hội quan trọng, đặc biệt là trong thời kỳ khủng hoảng và bất ổn. Từ đầu những năm 2000, số lượng người ngoài thị trường lao động đã phát triển nhanh chóng ở châu Âu, đặc biệt là trong giới trẻ, có khả năng ảnh hưởng đến sự tham gia của xã hội và chính trị. Sử dụng các lý thuyết tư bản chủ nghĩa, có thể giải quyết các ảnh hưởng khác nhau đến sự tham gia của xã hội và chính trị mà sự gia tăng của người ngoài thị trường lao động có nền kinh tế thị trường tự do và phối hợp (Ferragina và cộng sự, 2016). Sự bất ổn xã hội và chính trị, đặc biệt là trong giới trẻ, dường như rõ ràng hơn trong tự do hơn so với các nền kinh tế thị trường phối hợp. Điều này cho thấy một vấn đề quan trọng đối với nền kinh tế thị trường tự do trong thời kỳ khủng hoảng. Nếu thị trường không cung cấp cơ hội việc làm phù hợp (như trong những thập kỷ trước), những thiếu sót của các hệ thống an sinh xã hội tự do có thể làm giảm sự tham gia xã hội và chính trị hơn cả ở các nền kinh tế tư bản khác nhau.

## Đặc điểm kinh tế
Đặc điểm đặc trưng nhất của chủ nghĩa tư bản là nhìn nhận quyền sở hữu tư nhân về tư liệu sản xuất, quyền này được Nhà nước tư bản chủ nghĩa bảo vệ về mặt luật pháp. Trong nền kinh tế tư bản chủ nghĩa không loại trừ hình thức sở hữu nhà nước và sở hữu tập thể và đôi khi ở một số nước tư bản chủ nghĩa, tại một số thời điểm tỷ trọng của các hình thức sở hữu này chiếm không nhỏ (hay còn gọi là mô hình kinh tế hỗn hợp), nhưng điều cơ bản phân biệt xã hội của chủ nghĩa tư bản với xã hội đối lập với nó là xã hội cộng sản chủ nghĩa là trong xã hội tư bản chủ nghĩa quyền tư hữu đối với phương tiện sản xuất được xã hội và pháp luật bảo vệ, sự chuyển đổi quyền sở hữu phải thông qua giao dịch dân sự được pháp luật và xã hội quy định. Còn chủ nghĩa cộng sản và phần lớn trường phái chủ nghĩa xã hội công nhận quyền sở hữu toàn dân, tập thể và nhà nước đối với các tư liệu sản xuất (ví dụ như đất đai và tài nguyên khoáng sản).

Trong hình thái kinh tế tư bản chủ nghĩa các cá nhân dùng sở hữu tư nhân để tự do kinh doanh bằng hình thức các công ty tư nhân để thu lợi nhuận thông qua cạnh tranh trong các điều kiện của thị trường tự do: mọi sự phân chia của cải đều thông qua quá trình mua bán của các thành phần tham gia vào quá trình kinh tế. Các công ty tư nhân tạo thành thành phần kinh tế tư nhân là thành phần kinh tế chủ yếu của nền kinh tế tư bản chủ nghĩa. Có thể nói các yếu tố quyền tư hữu, thành phần kinh tế tư nhân, kinh doanh tự do, cạnh tranh, động cơ lợi nhuận, tính tự định hướng tự tổ chức, thị trường lao động, định hướng thị trường, bất bình đẳng trong phân phối của cải, phân hóa giàu - nghèo là các khái niệm gắn liền với nền kinh tế tư bản chủ nghĩa.
Nói chung, chủ nghĩa tư bản như một hệ thống kinh tế và phương thức sản xuất có thể được tóm tắt bằng những điều sau đây:
- Tích lũy tư bản:[53] sản xuất vì lợi nhuận và tích lũy vốn như mục đích ngầm của việc sản xuất, hạn chế hoặc loại bỏ sản xuất trước đây được thực hiện trên cơ sở hộ gia đình hoặc xã hội chung.[54]
- Sản xuất hàng hóa: sản xuất để trao đổi trên thị trường; để tối đa hóa giá trị trao đổi thay vì sử dụng giá trị.
- Quyền sở hữu tư nhân các phương tiện sản xuất.[10]
- Mức lương lao động cao.[55]
- Đầu tư tiền và vốn để sinh lợi nhuận.[56]
- Việc sử dụng cơ chế giá để phân bổ nguồn lực giữa các cạnh tranh lợi ích.[10]
- Tạo môi trường tự do cho các nhà tư bản để hoạt động thuận lợi trong việc quản lý kinh doanh và đầu tư.[57]

### Nền kinh tế thị trường
Vì nền kinh tế được điều hành bởi cá nhân và các doanh nghiệp tư nhân định hướng đến quyền lợi cá nhân nên kinh doanh trong kinh tế tư bản chủ nghĩa về cơ bản là tự điều hành, tự phát sinh theo quy luật của thị trường tự do và quy luật cạnh tranh hay đó là nền kinh tế thị trường tự do (để phân biệt với nền kinh tế thị trường nhưng có sự can thiệp của Nhà nước - kinh tế hỗn hợp).
Trong thị trường tự do và hình thức laissez-faire của chủ nghĩa tư bản, thị trường được áp dụng ít quy định hoặc không có quy định nào về cơ chế định giá. Trong các nền kinh tế hỗn hợp, nó gần như phổ biến ngày nay, thị trường tiếp tục đóng vai trò chi phối, nhưng được quy định ở một mức độ nào đó bởi chính phủ nhằm hạn chế các thất bại thị trường, thúc đẩy phúc lợi xã hội, bảo tồn tài nguyên thiên nhiên, bảo vệ quỹ và an toàn công cộng hoặc vì những lý do khác. Trong các hệ thống tư bản nhà nước, thị trường dựa vào ít nhất, với nhà nước dựa chủ yếu vào các doanh nghiệp nhà nước hoặc lập kế hoạch kinh tế gián tiếp để tích lũy vốn.
Nguồn cung là lượng hàng hóa hoặc dịch vụ được sản xuất bởi một công ty và sẵn sàng để bán. Nhu cầu là số tiền mà mọi người sẵn sàng mua ở một mức giá cụ thể. Giá có xu hướng tăng khi nhu cầu vượt cung và giảm khi cung vượt cầu. Về mặt lý thuyết, thị trường có thể tự điều phối khi đạt được giá cân bằng và số lượng mới.
Cạnh tranh phát sinh khi có nhiều hơn một nhà sản xuất đang cố gắng bán các sản phẩm tương tự hoặc tương tự cho cùng một người mua. Trong lý thuyết tư bản, cạnh tranh dẫn đến sự đổi mới và giá cả phải chăng hơn. Không cạnh tranh, độc quyền hoặc cartel có thể phát triển. Sự độc quyền xảy ra khi một công ty cung cấp tổng sản lượng trên thị trường, do đó công ty có thể tham gia thuê tìm kiếm các hành vi như hạn chế đầu ra và tăng giá vì không sợ cạnh tranh. Một cartel là một nhóm các công ty hoạt động với nhau theo cách độc quyền để kiểm soát sản lượng và giá cả.
Những nỗ lực được thực hiện bởi chính phủ để ngăn chặn việc tạo ra độc quyền. Năm 1890, Đạo luật Anti-Trust Sherman trở thành luật đầu tiên được Quốc hội Hoa Kỳ thông qua nhằm hạn chế độc quyền.

### Động lực lợi nhuận
Động lực lợi nhuận là một lý thuyết trong chủ nghĩa tư bản mà đặt ra rằng mục tiêu cuối cùng của một doanh nghiệp là kiếm tiền. Nói cách khác, lý do cho sự tồn tại của một doanh nghiệp là để kiến lợi nhuận. Động lực lợi nhuận hoạt động trên lý thuyết lựa chọn hợp lý, hoặc lý thuyết mà các cá nhân có xu hướng theo đuổi những gì có lợi ích riêng của họ. Theo đó, các doanh nghiệp tìm kiếm lợi ích bằng cách tối đa hóa lợi nhuận.
Trong lý thuyết tư bản chủ nghĩa, Động lực lợi nhuận là đảm bảo rằng các nguồn lực đang được phân bổ hiệu quả. Ví dụ, nhà kinh tế người Áo Henry Hazlitt giải thích: "Nếu không có lợi nhuận trong việc đưa ra một bài báo, đó là dấu hiệu cho thấy lao động và vốn dành cho việc sản xuất của nó bị sai lệch: giá trị của tài nguyên phải được sử dụng trong việc đưa ra bài viết lớn hơn giá trị của bài viết ". Nói cách khác, lợi nhuận cho phép các công ty biết liệu một sản phẩm có đáng để sản xuất hay không. Về mặt lý thuyết, ở các thị trường tự do và cạnh tranh tối đa hóa lợi nhuận đảm bảo rằng các nguồn lực không bị lãng phí.
Khác với nền sản xuất phong kiến là nền sản xuất lấy ruộng đất làm phương tiện sản xuất cơ bản và sở hữu ruộng đất là đặc quyền của vua, quý tộc và lãnh chúa, ngành kinh tế chính là nông nghiệp và thương mại. Kinh tế tư bản chủ nghĩa bác bỏ đặc quyền về ruộng đất hoặc bất cứ độc quyền của tầng lớp quý tộc, thượng lưu nào. Nền kinh tế tư bản chủ nghĩa là tự do kinh doanh lấy công nghệ, máy móc, và chất xám làm phương tiện sản xuất chính và là nền kinh tế định hướng sang công nghiệp, dịch vụ và thương mại. Sự định hướng này hoàn toàn do yếu tố lợi nhuận và thị trường điều phối. Do phương tiện sản xuất là công nghệ, tri thức nên nền sản xuất tư bản chủ nghĩa để có lợi nhuận tối đa luôn có xu hướng hướng đến "nền sản xuất lớn" với sự tái đầu tư mở rộng và gắn liền với cách mạng khoa học-công nghệ. Việc nâng cao năng suất lao động và hiệu quả kinh doanh là lợi ích sống còn của các chủ sở hữu doanh nghiệp trong cạnh tranh giành lợi nhuận.

### Sở hữu tư nhân
Mối quan hệ giữa nhà nước, cơ chế chính thức và xã hội tư bản đã được tranh luận trong nhiều lĩnh vực lý thuyết xã hội và chính trị, với các cuộc thảo luận tích cực kể từ thế kỷ 19. Hernando de Soto là một nhà kinh tế học đương đại, người đã lập luận rằng một đặc tính quan trọng của chủ nghĩa tư bản là việc bảo vệ nhà nước về quyền tài sản trong một hệ thống tài sản chính thức, nơi quyền sở hữu và giao dịch được ghi nhận rõ ràng.
Theo de Soto, đây là quá trình mà tài sản vật chất được chuyển thành vốn, từ đó có thể được sử dụng theo nhiều cách hơn và hiệu quả hơn nhiều trong nền kinh tế thị trường. Một số nhà kinh tế học Marxian đã lập luận rằng các hành vi bao vây ở Anh và các luật tương tự ở nơi khác là một phần không thể thiếu của sự tích lũy nguyên thủy tư bản và các khung pháp lý cụ thể về quyền sở hữu đất tư nhân đã không thể thiếu cho sự phát triển của chủ nghĩa tư bản.
Trong giai đoạn phát triển đầu tiên tự do cạnh tranh của chủ nghĩa tư bản thành phần kinh tế tư nhân chiếm toàn bộ nền kinh tế. Sau này cùng với mô hình kinh tế chủ nghĩa tư bản nhà nước với sự can thiệp điều phối của nhà nước vào quá trình kinh tế thì tỷ trọng của thành phần tư nhân có giảm xuống nhưng đối với một nền kinh tế tư bản đặc trưng nó luôn chiếm tỷ trọng là thành phần lớn nhất trong nền kinh tế. Thành phần kinh tế tư nhân đóng vai trò năng động, lực đẩy quyết định tính hiệu quả của nền kinh tế tư bản, còn thành phần kinh tế nhà nước chủ yếu để giải quyết các vấn đề xã hội đảm bảo công ăn việc làm cho lực lượng lao động, tránh gây xáo trộn lớn trong xã hội và để kinh doanh trong các ngành cần thiết nhưng khó sinh lời. Theo thời gian giữa hai thành phần này thỉnh thoảng lại có sự hiệu chỉnh bằng các quá trình tư nhân hoá hoặc quốc hữu hoá doanh nghiệp thông qua việc bán và mua các cổ phần của doanh nghiệp.

### Cạnh tranh thị trường
Trong kinh tế tư bản, cạnh tranh thị trường là sự cạnh tranh giữa những người bán cố gắng đạt được các mục tiêu như tăng lợi nhuận, thị phần và khối lượng bán hàng bằng cách thay đổi các yếu tố của hỗn hợp tiếp thị: giá cả, sản phẩm, phân phối và khuyến mãi. Merriam-Webster định nghĩa cạnh tranh trong kinh doanh là "nỗ lực của hai hay nhiều bên hoạt động độc lập để đảm bảo hoạt động kinh doanh của bên thứ ba bằng cách đưa ra các điều kiện thuận lợi nhất". Nó được mô tả bởi Adam Smith trong cuốn Tìm hiểu về bản chất và nguồn gốc của cải của các quốc gia (1776) và sau này là các nhà kinh tế học khi phân bổ các nguồn lực sản xuất cho những mục đích sử dụng có giá trị cao nhất và có hiệu quả lớn. Smith và các nhà kinh tế học cổ điển khác trước Antoine Augustine Cournot đã đề cập đến sự cạnh tranh về giá cả và giá cả giữa các nhà sản xuất để bán hàng hóa của họ theo các điều khoản tốt nhất bằng cách đấu thầu người mua, không nhất thiết với một số lượng lớn người bán cũng như thị trường trong trạng thái cân bằng cuối cùng. Cạnh tranh được phổ biến rộng rãi trong suốt quá trình thị trường. Đó là điều kiện mà "người mua có xu hướng cạnh tranh với những người mua khác và người bán có xu hướng cạnh tranh với những người bán khác". Trong việc cung cấp hàng hóa để trao đổi, người mua cạnh tranh giá thầu để mua số lượng cụ thể của hàng hóa cụ thể có sẵn hoặc có thể có sẵn nếu người bán đã chọn cung cấp hàng hóa đó. Tương tự như vậy, người bán đấu giá với những người bán khác trong việc cung cấp hàng hóa trên thị trường, cạnh tranh để thu hút sự chú ý và trao đổi tài nguyên của người mua. Kết quả cạnh tranh từ sự khan hiếm - không bao giờ đủ để thỏa mãn mọi mong muốn con người có thể tưởng tượng được - và xảy ra "khi mọi người cố gắng đáp ứng các tiêu chí đang được sử dụng để xác định ai nhận được cái gì".

### Tăng trưởng kinh tế

GDP bình quân đầu người trên thế giới cho thấy tăng trưởng theo cấp số nhân kể từ khi bắt đầu cuộc cách mạng công nghiệp

Trong lịch sử, chủ nghĩa tư bản có khả năng thúc đẩy tăng trưởng kinh tế được đo bằng tổng sản phẩm quốc nội (GDP), sử dụng năng lực hoặc mức sống. Lập luận này là trung tâm, ví dụ, với sự ủng hộ của Adam Smith về việc cho phép sản xuất và giá cả thị trường tự do và phân bổ nguồn lực. Nhiều nhà lý thuyết đã lưu ý rằng sự gia tăng GDP toàn cầu này theo thời gian trùng với sự xuất hiện của hệ thống tư bản chủ nghĩa hiện đại trên thế giới.
Từ năm 1000 đến năm 1820, nền kinh tế thế giới tăng gấp sáu lần, tốc độ nhanh hơn tốc độ tăng dân số, do đó, cá nhân được hưởng, trung bình, tăng 50% thu nhập. Từ năm 1820 đến năm 1998, kinh tế thế giới tăng gấp 50 lần, tốc độ nhanh hơn nhiều so với tốc độ tăng dân số, do đó, cá nhân được hưởng mức tăng thu nhập trung bình gấp 9 lần. Trong giai đoạn này, ở châu Âu, Bắc Mỹ và châu Úc, nền kinh tế tăng trưởng 19 lần / người, mặc dù các khu vực này đã có mức khởi đầu cao hơn; và ở Nhật Bản, vốn nghèo vào năm 1820, mức tăng của mỗi người là 31 lần. Trong thế giới thứ ba, đã có sự gia tăng, nhưng chỉ có 5 lần cho mỗi người.

### Mua bán sức lao động
Trong thị trường lao động, đây là đặc điểm rất nổi bật của nền kinh tế tư bản chủ nghĩa. Trong nền kinh tế phong kiến và các nền kinh tế kém phát triển lực lượng nhân công (nông dân, nông nô) bị phụ thuộc vào chủ đất (địa chủ, lãnh chúa) và quý tộc về mặt pháp lý, họ bị gắn chặt vào ruộng đất và ý chí của chủ đất và quý tộc. Còn nhân công (người lao động) trong kinh tế tư bản chủ nghĩa về mặt pháp lý là hoàn toàn bình đẳng với chủ sở hữu doanh nghiệp (người thuê lao động). Giữa người thuê lao động và người lao động ràng buộc kinh tế với nhau bằng hợp đồng lao động: người lao động và chủ doanh nghiệp mua bán sức lao động theo các yếu tố của thị trường. Công nhân có thể thanh lý hợp đồng lao động với người thuê lao động này và sang làm việc cho người thuê lao động khác và nếu muốn hoặc cũng có thể trở thành chủ doanh nghiệp.
Cả xã hội tư bản là một thị trường lao động lớn và thường thì cung ứng lao động nhiều hơn yêu cầu lao động, do vậy trong xã hội tư bản chủ nghĩa thường tồn tại nạn thất nghiệp. Do vậy, người lao động thường bị "mua rẻ" sức lao động của mình, một phần giá trị thặng dư mà họ tạo ra bị nhà tư bản chiếm đoạt, dẫn đến tình trạng công nhân bị bóc lột trong xã hội tư bản. Mặt khác, các nhà tư bản cũng có xu hướng cắt giảm điều kiện làm việc của người lao động để tiết kiệm chi phí, khiến họ phải lao động vất vả hơn trong những điều kiện cực nhọc, ít an toàn hơn. Ở thời kỳ đầu thế kỷ 20, ngay cả ở các nước như Mỹ hoặc Tây Âu, việc người lao động phải làm việc suốt 12 - 14 giờ mỗi ngày, bị sa thải chỉ vì những lỗi nhỏ, bị tai nạn lao động là điều diễn ra phổ biến. Điều này bị những người cánh tả (xã hội chủ nghĩa, cộng sản chủ nghĩa) lên án và đề nghị loại bỏ bằng việc áp dụng các chính sách về giờ lao động tối đa, mức lương tối thiểu, bảo hiểm, cấm sa thải tùy tiện, cấm lao động trẻ em... Tuy nhiên nguy cơ của nạn thất nghiệp cũng đóng vai trò kích thích người lao động nâng cao kỹ năng và kỷ luật lao động trong cuộc chạy đua bảo vệ chỗ làm việc.

### Lực lượng lao động dự bị
Lực lượng lao động dự bị là người thất nghiệp và không có việc làm. Nó đồng nghĩa với "đội quân dự trữ công nghiệp" hoặc "dân số tương đối thặng dư", ngoại trừ người thất nghiệp có thể được định nghĩa là những người thực sự tìm kiếm công việc và dân số thặng dư tương đối cũng bao gồm những người không thể làm việc. Việc sử dụng từ "đội quân" đề cập đến các công nhân đang được ký kết và lập lại ở nơi làm việc trong một hệ thống phân cấp, dưới sự chỉ huy cao độ của nền kinh tế.
Trước khi bắt đầu thời kỳ chủ nghĩa tư bản trong lịch sử nhân loại (tức là trước những năm 1500), tỷ lệ thất nghiệp về cấu trúc trên quy mô lớn hiếm khi tồn tại, ngoài việc gây ra bởi thiên tai và chiến tranh. Trong các xã hội cổ đại, tất cả những người có thể làm việc nhất thiết phải làm việc, nếu không họ sẽ chết đói; và do đó một nô lệ hoặc một nông nô theo định nghĩa không thể trở thành "thất nghiệp". Thường có rất ít khả năng "kiếm một lớp vỏ" mà không làm việc gì cả và thái độ bình thường đối với người ăn xin và người làm biếng là khắc nghiệt. Trẻ em bắt đầu làm việc từ rất sớm. Thật vậy, từ "việc làm" là ngôn ngữ một sản phẩm của thời đại tư bản. Mức độ thất nghiệp thường xuyên giả định một dân số lao động có mức độ phụ thuộc lớn vào tiền lương hoặc tiền lương để kiếm sống, không có phương tiện sinh kế khác cũng như quyền của doanh nghiệp thuê và sa thải nhân viên phù hợp với điều kiện kinh tế hoặc thương mại. Cụm từ "thất nghiệp" bằng tiếng Anh theo nghĩa "tạm thời mất việc" ngày trở lại những năm 1660; tham chiếu đến "người thất nghiệp" như một nhóm lần đầu tiên được thực hiện vào năm 1782; và tham chiếu đến "thất nghiệp" như một điều kiện chung đầu tiên được chứng thực vào năm 1888.

Cuộc thảo luận được ghi chép đầu tiên về đội quân lao động dự bị là trong một bản thảo được viết bởi Karl Marx: 
Ngành công nghiệp lớn liên tục đòi hỏi một đội quân dự bị của công nhân thất nghiệp trong thời gian sản xuất quá mức. Mục đích chính của tư sản liên quan đến công nhân là, tất nhiên, để có lao động hàng hóa càng rẻ càng tốt, điều này chỉ có thể xảy ra khi cung cấp hàng hóa này càng lớn càng tốt liên quan đến nhu cầu của nó, tức là, khi dân số đông người là lớn nhất. Do đó, tình trạng quá đông dân là vì lợi ích của tư sản, và nó cho người lao động những lời khuyên tốt mà nó biết là không thể thực hiện được. Vì vốn chỉ tăng khi sử dụng lao động, việc tăng vốn liên quan đến việc tăng số lượng vô sản, và như chúng ta đã thấy, theo bản chất của quan hệ vốn và lao động, sự gia tăng của vô sản phải tiến hành tương đối nhanh hơn. Lý thuyết... cũng được thể hiện như một định luật tự nhiên, dân số phát triển nhanh hơn phương tiện sinh hoạt, được chào đón nhiều hơn với tư sản khi nó im lặng lương tâm của mình, làm cho lòng tận tâm trở thành nhiệm vụ đạo đức và hậu quả của xã hội vào hậu quả của thiên nhiên, và cuối cùng cho anh cơ hội để xem sự tàn phá của vô sản bằng cách đói như bình tĩnh như sự kiện tự nhiên khác mà không tự đề cao bản thân, và, mặt khác, để xem sự đau khổ của vô sản như lỗi của chính nó và trừng phạt nó. Để chắc chắn, người vô sản có thể kiềm chế bản năng tự nhiên của mình bằng lý trí, và do đó, bằng cách giám sát đạo đức, ngăn chặn luật tự nhiên trong quá trình phát triển nguy hiểm của nó. - Karl Marx,  Tiền lương , tháng 12 năm 1847 

Marx giới thiệu khái niệm trong chương 25 của tập đầu tiên của Das Kapital, trong đó nêu rõ: 
Tích lũy tư bản... liên tục tạo ra và sản xuất theo tỷ lệ trực tiếp của năng lượng và mức độ của nó, dân số tương đối dư thừa của người lao động, tức là dân số lớn hơn nhu cầu trung bình của việc định giá vốn, và do đó một dân số dư thừa... Đó là sự quan tâm tuyệt đối của mọi nhà tư bản để đưa một lượng lao động nhất định ra khỏi một số lượng nhỏ hơn, hơn là một số lượng lớn lao động, nếu chi phí là như nhau... sản xuất, động cơ này mạnh mẽ hơn. Lực của nó tăng lên cùng với sự tích lũy vốn.
Lập luận của ông là khi chủ nghĩa tư bản phát triển, thành phần hữu cơ của vốn sẽ tăng lên, có nghĩa là khối lượng vốn không đổi tăng nhanh hơn khối lượng vốn biến đổi. Ít công nhân hơn có thể sản xuất tất cả những gì cần thiết cho các yêu cầu của xã hội. Ngoài ra, vốn sẽ trở nên tập trung và tập trung hơn trong tay ít hơn. Đây là xu hướng lịch sử tuyệt đối, một phần dân số làm việc sẽ có xu hướng trở nên thặng dư với các yêu cầu tích lũy vốn theo thời gian. Nghịch lý, sự giàu có của xã hội càng lớn thì quân đội dự trữ công nghiệp càng lớn. Marx gọi nó là "sự đối kháng của sự tích lũy vốn" và ông trích dẫn sự nghèo đói của ông về Triết học (Chương 2, Phần 1) để giải thích hiện tượng này liên quan đến quan hệ sản xuất. Người ta có thể thêm rằng sự giàu có của xã hội càng lớn thì càng có nhiều người có thể hỗ trợ những người không làm việc. Tuy nhiên, khi Marx phát triển thêm lập luận, nó cũng trở nên rõ ràng rằng tùy thuộc vào tình trạng của nền kinh tế quân đội dự bị lao động sẽ mở rộng hoặc hợp đồng, luân phiên bị hấp thụ hoặc trục xuất khỏi lực lượng lao động.
Nhìn chung, các chuyển động chung của tiền lương được điều chỉnh độc quyền bởi sự mở rộng và thu hẹp của quân đội dự trữ công nghiệp, và một lần nữa tương ứng với những thay đổi định kỳ của chu kỳ công nghiệp. Do đó, chúng không được xác định bởi các biến thể của số lượng tuyệt đối của dân số làm việc, nhưng bằng các tỷ lệ khác nhau trong đó tầng lớp lao động được chia thành quân đội chủ động và dự trữ, bằng cách tăng hoặc giảm trong lượng thặng dư tương đối dân số, trong phạm vi mà hiện nay nó được hấp thụ, bây giờ được đặt miễn phí.
Trong những năm gần đây, đã có nghiên cứu ngày càng tăng về khái niệm "Vô sản bấp bênh (precariat)" để mô tả sự phụ thuộc ngày càng tăng vào những người lao động tạm thời, bán thời gian với tình trạng bấp bênh, những người chia sẻ các khía cạnh của vô sản và quân đội dự bị lao động. Những người lao động bấp bênh làm việc bán thời gian hoặc toàn thời gian trong các công việc tạm thời, nhưng họ không thể kiếm đủ tiền để sống và phụ thuộc một phần vào bạn bè hoặc gia đình, hoặc lợi ích của nhà nước, để tồn tại. Thông thường, họ không trở thành thực sự "thất nghiệp", nhưng họ không có một công việc ổn định để đi đến một trong hai. Sự gia tăng của các người lao động tạm thời đã được quy cho sự xuất hiện của chủ nghĩa tự do toàn cầu.
Mặc dù những người không làm việc không thể hoặc không quan tâm đến việc thực hiện công việc được trả lương hợp pháp không được coi là một trong số những người thất nghiệp, khái niệm "thất nghiệp kết nghĩa" được sử dụng trong kinh tế hiện nay. Các nhà kinh tế học thường phân biệt giữa thất nghiệp "ma sát" hoặc "chu kỳ" ngắn hạn và "thất nghiệp cơ cấu" dài hạn. Đôi khi có sự không phù hợp ngắn hạn giữa nhu cầu và cung lao động, vào những thời điểm khác, tổng nhu cầu lao động ít hơn nhiều so với nguồn cung trong một thời gian dài. Nếu không có khả năng để có được một công việc ở tất cả trong tương lai gần, tồn tại, nhiều người trẻ quyết định di cư hoặc di cư đến một nơi mà họ có thể tìm được việc làm.

#### Thành phần của dân số thặng dư tương đối
Marx thảo luận về lực lượng lao động và lực lượng dự bị tại thủ đô, Chương 25, Mục IV. Lực lượng lao động bao gồm những người làm việc ở mức lương trung bình hoặc cao hơn trung bình. Không phải mọi người trong tầng lớp lao động đều nhận được một trong những công việc này. Sau đó có bốn loại khác, nơi các thành viên của tầng lớp lao động có thể tìm thấy chính mình: "nhóm trì trệ", dự bị nổi, dự bị tiềm ẩn và cùng khổ. Cuối cùng, mọi người có thể rời lực lượng lao động và lực lượng dự bị bằng cách trở thành tội phạm và Marx đề cập đến những người này như là "vô sản lưu manh".
Nhóm trì trệ bao gồm những người bị thiệt thòi với "việc làm cực kỳ bất thường". Loại công việc này được đặc trưng bởi mức lương dưới mức trung bình, điều kiện làm việc nguy hiểm, công việc mang tính tạm thời. Những người trong nhóm này có việc làm, vì vậy định nghĩa hiện đại về việc làm sẽ bao gồm cả lực lượng lao động cộng với nhóm trì trệ. Tuy nhiên, những người trong nhóm này liên tục tìm kiếm điều gì đó tốt hơn.
Người thất nghiệp hiện đại được đề cập chủ yếu thuộc lực lượng dự bị nổi, những người từng có việc làm tốt, nhưng giờ đã mất việc. Họ hy vọng rằng tình trạng thất nghiệp của họ là tạm thời, nhưng họ nhận thức rõ rằng họ có thể rơi vào nhóm trì trệ hoặc tầng lớp cùng khổ của xã hội. Phần tiềm ẩn bao gồm phân khúc dân số chưa được tích hợp đầy đủ vào sản xuất tư bản. Trong thời của Marx, ông đề cập đến những người sống trong nền nông nghiệp tự cung tự cấp đang tìm kiếm việc làm được trả công trong ngành. Trong thời hiện đại, những người đến từ khu ổ chuột ở các nước đang phát triển, nơi họ sống chủ yếu bằng các phương tiện phi tiền tệ để phát triển các thành phố nơi họ làm việc để trả tiền có thể hình thành tiềm ẩn. Các bà nội trợ chuyển từ việc làm không lương sang trả lương cho một doanh nghiệp cũng có thể tạo thành một phần của dự trữ tiềm ẩn. Họ không thất nghiệp vì họ không nhất thiết phải tìm kiếm một công việc, nhưng nếu vốn cần thêm công nhân, nó có thể kéo họ ra khỏi dự trữ tiềm ẩn. Theo nghĩa này, tiềm ẩn tạo thành một lực lượng công nhân tiềm năng cho các ngành công nghiệp.
Nhóm cùng khổ là nơi người ta có thể kết thúc. Người vô gia cư là thuật ngữ hiện đại cho người nghèo. Marx gọi họ là những người không thể thích nghi với sự thay đổi không bao giờ kết thúc của thủ đô. Đối với Marx, "tình trạng bần cùng", bao gồm cả những người vẫn có thể làm việc, trẻ em mồ côi và trẻ em nghèo; và "bị mất tinh thần và rách rưới" hoặc "không thể làm việc".

### Phương thức sản xuất
Phương thức sản xuất tư bản chủ nghĩa được xác định bằng quyền sở hữu tư nhân của phương thức sản xuất, khai thác giá trị thặng dư của lớp sở hữu với mục đích tích lũy vốn, lao động dựa trên tiền lương và ít nhất là hàng hóa có liên quan đến thị trường.
Chủ nghĩa tư bản trong hình thức hoạt động kiếm tiền đã tồn tại dưới hình thức thương nhân và người cho vay tiền đóng vai trò trung gian giữa người tiêu dùng và người sản xuất tham gia vào sản xuất hàng hóa đơn giản (do đó tham chiếu đến "chủ nghĩa tư bản thương gia"). Điều cụ thể về "chế độ tư bản sản xuất" là hầu hết các đầu vào và đầu ra của sản xuất được cung cấp thông qua thị trường (tức là chúng là hàng hóa) và về cơ bản tất cả sản xuất đều ở chế độ này. Ví dụ, trong phong kiến hưng thịnh hầu hết hoặc tất cả các yếu tố sản xuất bao gồm lao động thuộc sở hữu của lớp cai trị phong kiến hoàn toàn và các sản phẩm cũng có thể được tiêu thụ mà không có thị trường dưới bất kỳ hình thức nào, đó là sản xuất để sử dụng trong đơn vị xã hội phong kiến và hạn chế thương mại. Điều này có hệ quả quan trọng là toàn bộ tổ chức của quá trình sản xuất được định hình lại và tổ chức lại để phù hợp với tính hợp lý kinh tế như ràng buộc bởi chủ nghĩa tư bản, được thể hiện trong mối quan hệ giá giữa đầu vào và đầu ra (tiền lương, chi phí nhân tố phi lao động, bán hàng và lợi nhuận) chứ không phải là bối cảnh hợp lý lớn hơn mà xã hội phải đối mặt chung - tức là toàn bộ quá trình được tổ chức và tái định hình để phù hợp với "logic thương mại". Về cơ bản, tích lũy vốn đến để xác định tính hợp lý kinh tế trong sản xuất tư bản.
Xã hội, khu vực hoặc quốc gia là tư bản chủ nghĩa nếu nguồn thu nhập và sản phẩm chủ yếu được phân phối là hoạt động tư bản, nhưng thậm chí điều này không có nghĩa là chế độ tư bản sản xuất chiếm ưu thế trong xã hội đó.

## Nguyên lý cung - cầu

Giá P của một sản phẩm được xác định bởi điểm cân bằng giữa sản xuất (cung cấp S - Supply) và nhu cầu, sức mua của người dùng (Nhu cầu D - Demand): biểu đồ cho thấy sự dịch chuyển tích cực từ D1 đến D2. tăng giá (P) và số lượng bán (Q) của sản phẩm

Trong các cấu trúc kinh tế tư bản, Cung cấp và Nhu cầu là mô hình kinh tế tiêu biểu để xác định giá cả hàng hóa trên thị trường. Trong một thị trường cạnh tranh, Giá cả của hàng hóa sẽ thay đổi thông qua sự điều chỉnh của thị trường, ở một điểm có mức giá cân bằng khi số lượng người tiêu dùng yêu cầu bằng với số lượng cung cấp của nhà sản xuất.
Bốn nguyên lý cơ bản về cung và cầu là::37
1. Nếu nhu cầu tăng (đường cầu thay đổi về bên phải) và nguồn cung vẫn không đổi, thì tình trạng thiếu hụt xảy ra, dẫn đến giá cân bằng cao hơn.
2. Nếu nhu cầu giảm (đường cầu dịch chuyển về bên trái) và nguồn cung vẫn không đổi, thì thặng dư xảy ra, dẫn đến giá cân bằng thấp hơn.
3. Nếu cầu vẫn không thay đổi và cung tăng (đường cung dịch chuyển về bên phải), thì thặng dư xảy ra, dẫn đến giá cân bằng thấp hơn.
4. Nếu cầu vẫn không thay đổi và cung giảm (đường cung dịch chuyển về bên trái), thì tình trạng thiếu hụt xảy ra, dẫn đến giá cân bằng cao hơn.

### Điểm cân bằng thị trường
Trong bối cảnh cung và cầu, cân bằng kinh tế đề cập đến một trạng thái mà các lực lượng kinh tế như cung và cầu được cân bằng và trong trường hợp không có ảnh hưởng bên ngoài (cân bằng), giá trị của các biến kinh tế sẽ không thay đổi. Ví dụ, trong mô hình sách văn bản chuẩn của trạng thái cân bằng cạnh tranh hoàn hảo xảy ra tại điểm mà tại đó số lượng yêu cầu và số lượng được cung cấp bằng nhau. Cân bằng thị trường trong trường hợp này đề cập đến một điều kiện mà giá thị trường được thiết lập thông qua cạnh tranh sao cho lượng hàng hóa hoặc dịch vụ mà người mua tìm kiếm bằng với lượng hàng hóa hoặc dịch vụ do người bán tạo ra. Giá này thường được gọi là giá cạnh tranh hoặc giá bù trừ thị trường và có xu hướng không thay đổi trừ khi cầu hoặc cung thay đổi và số lượng được gọi là "số lượng cạnh tranh" hoặc số lượng thanh toán bù trừ thị trường.

### Cân bằng từng phần
Cân bằng một phần, như tên cho thấy, chỉ xem xét một phần của thị trường để đạt được trạng thái cân bằng.
Jain đề xuất (do George Stigler đề xuất): "Cân bằng một phần là dựa trên chỉ một dải dữ liệu hạn chế, ví dụ tiêu chuẩn là giá của một sản phẩm duy nhất, giá của tất cả các sản phẩm khác được cố định trong quá trình phân tích".
Mô hình cung cầu là mô hình cân bằng một phần cân bằng kinh tế, nơi có khoảng trống trên thị trường của một số mặt hàng cụ thể được lấy độc lập với giá và số lượng tại các thị trường khác. Nói cách khác, giá của tất cả các sản phẩm thay thế và bổ sung cũng như mức thu nhập của người tiêu dùng là không đổi. Điều này làm cho việc phân tích đơn giản hơn nhiều so với mô hình cân bằng tổng quát bao gồm toàn bộ nền kinh tế.
Đây là quá trình năng động là giá điều chỉnh cho đến khi cung bằng cầu. Nó là một kỹ thuật mạnh mẽ đơn giản cho phép người ta nghiên cứu trạng thái cân bằng, hiệu quả và so sánh. Tính nghiêm ngặt của các giả định đơn giản vốn có trong cách tiếp cận này làm cho mô hình đáng kể hơn, nhưng nó có thể tạo ra kết quả trong khi dường như chính xác không mô hình hóa các hiện tượng kinh tế thế giới thực.

### Ước tính thực nghiệm
Các quan hệ cung cầu trên thị trường có thể được ước tính thống kê về giá, số lượng và các dữ liệu khác với đầy đủ thông tin trong mô hình. Điều này có thể được thực hiện với phương pháp ước lượng phương trình đồng thời trong toán kinh tế. Các phương pháp như vậy cho phép giải quyết các "hệ số cấu trúc" liên quan đến mô hình, các đối số đại số ước tính của lý thuyết. Vấn đề xác định tham số là một vấn đề phổ biến trong "ước tính cấu trúc". Thông thường, dữ liệu về các biến ngoại sinh (có nghĩa là, các biến khác ngoài giá cả và số lượng, cả hai biến là các biến nội sinh) là cần thiết để thực hiện ước lượng như vậy. Một giải pháp thay thế cho "ước tính cấu trúc" là ước lượng dạng giảm, điều này sẽ hồi quy từng biến nội sinh trên các biến ngoại sinh tương ứng.

### Sử dụng cung và cầu trong kinh tế vĩ mô
Cung và cầu cũng đã được khái quát hóa để giải thích các biến kinh tế vĩ mô trong nền kinh tế thị trường, bao gồm cả tổng sản lượng và mức giá chung. Mô hình cung cấp tổng hợp - Tổng cầu có thể là ứng dụng trực tiếp nhất về cung và cầu đối với kinh tế vĩ mô, nhưng các mô hình kinh tế vĩ mô khác cũng sử dụng cung và cầu. So với việc sử dụng và cung cấp vi mô, các cân nhắc lý thuyết khác nhau (và gây nhiều tranh cãi) áp dụng cho các đối tác kinh tế vĩ mô như tổng cầu và tổng cung. Cung và cầu cũng được sử dụng trong lý thuyết kinh tế vĩ mô để liên kết cung tiền và nhu cầu tiền với lãi suất và liên quan đến cung cầu lao động và nhu cầu lao động với mức lương.

## Vai trò của chính phủ
Trong một hệ thống tư bản, chính phủ không cấm tài sản tư nhân hoặc ngăn chặn cá nhân làm việc tại nơi họ muốn. Chính phủ không ngăn cản các công ty xác định mức lương họ sẽ trả và giá nào họ sẽ tính cho sản phẩm của họ. Tuy nhiên, nhiều quốc gia có luật lương tối thiểu và tiêu chuẩn an toàn tối thiểu.
Theo một số phiên bản của chủ nghĩa tư bản, chính phủ thực hiện một số chức năng kinh tế, chẳng hạn như phát hành tiền, giám sát các tiện ích công cộng và thực thi các hợp đồng tư nhân. Nhiều quốc gia có luật cạnh tranh ngăn cấm độc quyền và tập đoàn hình thành. Mặc dù luật chống độc quyền, các tập đoàn lớn có thể hình thành gần như độc quyền trong một số ngành công nghiệp. Các công ty như vậy có thể tạm thời giảm giá và chấp nhận tổn thất để ngăn chặn cạnh tranh xâm nhập vào thị trường và sau đó tăng giá lại khi mối đe dọa nhập cảnh giảm. Ở nhiều quốc gia, các tiện ích công cộng (ví dụ như điện, nhiên liệu sưởi ấm và thông tin liên lạc) có thể hoạt động độc quyền theo quy định của chính phủ do quy mô kinh tế cao.
Các cơ quan chính phủ điều chỉnh các tiêu chuẩn dịch vụ trong nhiều ngành công nghiệp, chẳng hạn như các hãng hàng không và phát sóng cũng như tài trợ một loạt các chương trình. Ngoài ra, chính phủ quy định dòng vốn và sử dụng các công cụ tài chính như lãi suất để kiểm soát các yếu tố như lạm phát và thất nghiệp.

### Mối quan hệ với tự do chính trị
Trong cuốn sách "Đường về nô lệ", Friedrich Hayek khẳng định rằng tự do kinh tế của chủ nghĩa tư bản là một điều kiện tiên quyết của tự do chính trị. Ông lập luận rằng cơ chế thị trường là cách duy nhất để quyết định những gì để sản xuất và làm thế nào để phân phối các mặt hàng mà không sử dụng cưỡng chế. Milton Friedman, Andrew Brennan và Ronald Reagan cũng ủng hộ quan điểm này. Friedman tuyên bố rằng các hoạt động kinh tế tập trung luôn đi kèm với sự đàn áp chính trị. Theo quan điểm của ông, các giao dịch trong nền kinh tế thị trường là tự nguyện và sự đa dạng rộng rãi mà giấy phép hoạt động tự nguyện là mối đe dọa cơ bản đối với các nhà lãnh đạo chính trị đàn áp và làm giảm đáng kể quyền lực của họ để ép buộc. Một số quan điểm của Friedman được chia sẻ bởi John Maynard Keynes, người tin rằng chủ nghĩa tư bản là rất quan trọng cho tự do để tồn tại và phát triển mạnh. Freedom House, một chuyên gia cố vấn Mỹ tiến hành nghiên cứu quốc tế và ủng hộ, dân chủ, tự do chính trị và nhân quyền, đã lập luận "có một mối tương quan có ý nghĩa thống kê giữa mức độ tự do chính trị được đo bởi Freedom House và chỉ số tự do kinh tế được đo bởi cuộc khảo sát của Wall Street Journal / Heritage Foundation.

## Các hình thái
Có nhiều biến thể của chủ nghĩa tư bản tồn tại khác nhau tùy theo quốc gia và khu vực. Chúng thay đổi trong từng thể chế và theo chính sách kinh tế của mỗi quốc gia. Các đặc điểm chung của các hình thái chủ nghĩa tư bản là chúng đều dựa trên việc sản xuất hàng hóa và dịch vụ vì lợi nhuận, phần lớn phân bổ nguồn lực dựa trên thị trường và được kết cấu khi tích lũy vốn. Các hình thức chủ nghĩa tư bản chủ yếu được liệt kê dưới đây:

### Chủ nghĩa tư bản tiên tiến
Chủ nghĩa tư bản tiên tiến là tình huống liên quan đến một xã hội mà trong đó mô hình tư bản đã được tích hợp và phát triển sâu và rộng rãi trong một thời gian dài. Nhiều nhà văn khác nhau xác định Antonio Gramsci là một nhà lý thuyết đầu tiên có ảnh hưởng của chủ nghĩa tư bản tiên tiến, ngay cả khi ông không sử dụng thuật ngữ đó. Trong các tác phẩm của mình, Gramsci tìm cách giải thích cách chủ nghĩa tư bản đã thích nghi để tránh sự lật đổ cách mạng mà dường như không thể tránh khỏi trong thế kỷ 19. Ttong lời giải thích của ông là sự suy giảm của sự ép buộc thô như một công cụ của quyền lực lớp, được thay thế bằng cách sử dụng các tổ chức xã hội dân sự để vận dụng ý thức hệ công chúng..
Jürgen Habermas là một người đóng góp chính cho việc phân tích các xã hội tư bản tiên tiến. Habermas quan sát bốn đặc điểm chung mô tả chủ nghĩa tư bản tiên tiến:
- Tập trung hoạt động công nghiệp tại một số doanh nghiệp lớn.
- Liên tục phụ thuộc vào nhà nước để ổn định hệ thống kinh tế.
- Một chính phủ dân chủ chính thức hợp pháp hoá các hoạt động của nhà nước và loại bỏ sự phản đối.
- Việc tăng sử dụng tiền lương danh nghĩa để làm hài lòng các lực lượng lao động.[95]

### Chủ nghĩa tư bản tài chính
Trong loạt các phê phán chủ nghĩa tư bản, chủ nghĩa Marx - Lenin nhấn mạnh vai trò của "Tư bản tài chính" là đã được cầm quyền quan tâm trong xã hội tư bản, đặc biệt là trong các giai đoạn sau này.
Rudolf Hilferding đưa ra khái niệm "chủ nghĩa tư bản tài chính" trong nghiên cứu về tài chính vào năm 1910 về mối liên hệ giữa tín thác Đức, ngân hàng và độc quyền - một nghiên cứu được Vladimir Lenin đưa vào tác phẩm Chủ nghĩa đế quốc, giai đoạn tột cùng của chủ nghĩa tư bản (1916), trong đó ông phân tích quan hệ giữa các cường quốc trên thế giới. Đối với Comintern (thành lập năm 1919), cụm từ "chế độ độc tài chủ nghĩa tư bản tài chính" đã trở thành bình thường.
Fernnand Braudel sau đó sẽ chỉ ra hai giai đoạn trước khi chủ nghĩa tư bản tài chính xuất hiện trong lịch sử loài người - với người Genova trong thế kỷ 16 và với người Hà Lan trong thế kỷ 17 và 18 - mặc dù ở những thời điểm đó, nó phát triển từ chủ nghĩa tư bản thương mại. Giovanni Arrighi mở rộng phân tích của Braudel cho thấy rằng ưu thế của chủ nghĩa tư bản tài chính là một hiện tượng định kỳ, dài hạn, bất cứ khi nào giai đoạn trước của việc mở rộng tư bản thương mại / công nghiệp đạt đến một cao nguyên.

### Chủ nghĩa trọng thương
Chủ nghĩa trọng thương là một hình thức chủ nghĩa dân tộc của chủ nghĩa tư bản ra đời khoảng vào cuối thế kỷ thứ 16. Nó được đặc trưng bởi sự gắn bó giữa lợi ích kinh doanh quốc gia với lợi ích của nhà nước và chủ nghĩa đế quốc; và do đó, bộ máy nhà nước được sử dụng để thúc đẩy lợi ích kinh doanh quốc gia ở nước ngoài. Một ví dụ về việc này là những người sống tại Hoa Kỳ, những người chỉ được phép buôn bán và mua hàng hóa từ các quốc gia mẹ đẻ của họ (ví dụ: Anh, Bồ Đào Nha và Pháp). Chủ nghĩa trọng thương đã được thúc đẩy bởi niềm tin rằng sự giàu có của một quốc gia được tăng lên thông qua một sự cân bằng tích cực của thương mại với các quốc gia khác, nó tương ứng với giai đoạn phát triển tư bản chủ nghĩa đôi khi được gọi là sự tích lũy vốn nguyên thủy.

### Kinh tế thị trường tự do
Nền kinh tế thị trường tự do đề cập đến một hệ thống kinh tế tư bản nơi giá cả hàng hóa và dịch vụ được đặt tự do bởi lực cung và cầu và được phép đạt đến điểm cân bằng mà không có sự can thiệp của chính sách của chính phủ. Nó thường đòi hỏi sự hỗ trợ cho các thị trường cạnh tranh cao và sở hữu tư nhân của các doanh nghiệp sản xuất. Laissez-faire là một hình thức kinh tế thị trường tự do rộng lớn hơn, nơi vai trò của nhà nước bị hạn chế trong việc bảo vệ quyền sở hữu.

### Kinh tế thị trường xã hội
Một nền kinh tế thị trường xã hội là hệ thống thị trường tự do danh nghĩa, nơi mà sự can thiệp của chính phủ vào việc hình thành giá được giữ ở mức tối thiểu, nhưng tiểu bang cung cấp các dịch vụ quan trọng trong lĩnh vực an sinh xã hội, trợ cấp thất nghiệp và công nhận quyền lao động thông qua thỏa thuận thương lượng tập thể quốc gia. Mô hình này nổi bật ở các nước phương Tây và Bắc Âu cũng như Nhật Bản, mặc dù có cấu hình hơi khác nhau. Phần lớn các doanh nghiệp thuộc sở hữu tư nhân trong mô hình kinh tế này.
Chủ nghĩa tư bản Rhine đề cập đến mô hình hiện đại của chủ nghĩa tư bản và sự thích ứng của mô hình thị trường xã hội tồn tại ở lục địa Tây Âu ngày nay.

### Chủ nghĩa tư bản nhà nước

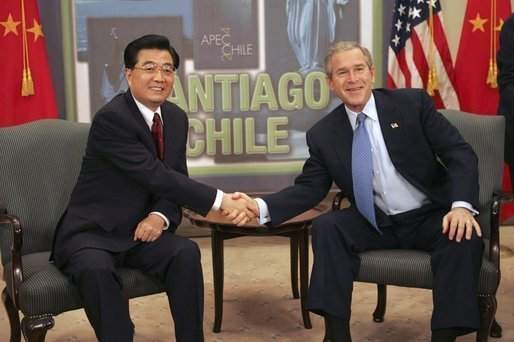
Nhiều nhà phân tích cho rằng Trung Quốc là một trong những ví dụ chính của chủ nghĩa tư bản nhà nước trong thế kỷ 21

Chủ nghĩa tư bản nhà nước là một nền kinh tế thị trường tư bản thống trị bởi các doanh nghiệp nhà nước, nơi mà các doanh nghiệp nhà nước tìm kiếm lợi nhuận. Thuật ngữ này đã được sử dụng rộng rãi trong suốt thế kỷ 20 để chỉ một số hình thức kinh tế khác nhau, từ sở hữu nhà nước trong nền kinh tế thị trường đến các nền kinh tế chỉ huy của Khối phía Đông cũ. Theo Aldo Musacchio, một giáo sư tại Trường Kinh doanh Harvard, chủ nghĩa tư bản nhà nước là một hệ thống mà chính phủ thực hiện một ảnh hưởng rộng rãi đến nền kinh tế thông qua quyền sở hữu trực tiếp hoặc trợ cấp khác nhau. Musacchio ghi nhận một số khác biệt giữa chủ nghĩa tư bản nhà nước ngày nay và những hình thức trước đó của nó. Theo ý kiến của ông, không còn tồn tại việc các chính phủ chỉ định các quan chức để điều hành các công ty: các doanh nghiệp nhà nước lớn nhất thế giới hiện đang được giao dịch trên thị trường chứng khoán và được các tổ chức đầu tư lớn nắm giữ cổ phần. Chủ nghĩa tư bản nhà nước đương đại gắn liền với mô hình chủ nghĩa tư bản Đông Á, chủ nghĩa tư bản và nền kinh tế Na Uy. Ngoài ra, Merriam-Webster định nghĩa chủ nghĩa tư bản nhà nước là "một hệ thống kinh tế trong đó tư bản tư nhân được điều chỉnh bởi một mức độ khác nhau bởi quyền sở hữu và kiểm soát của chính phủ".

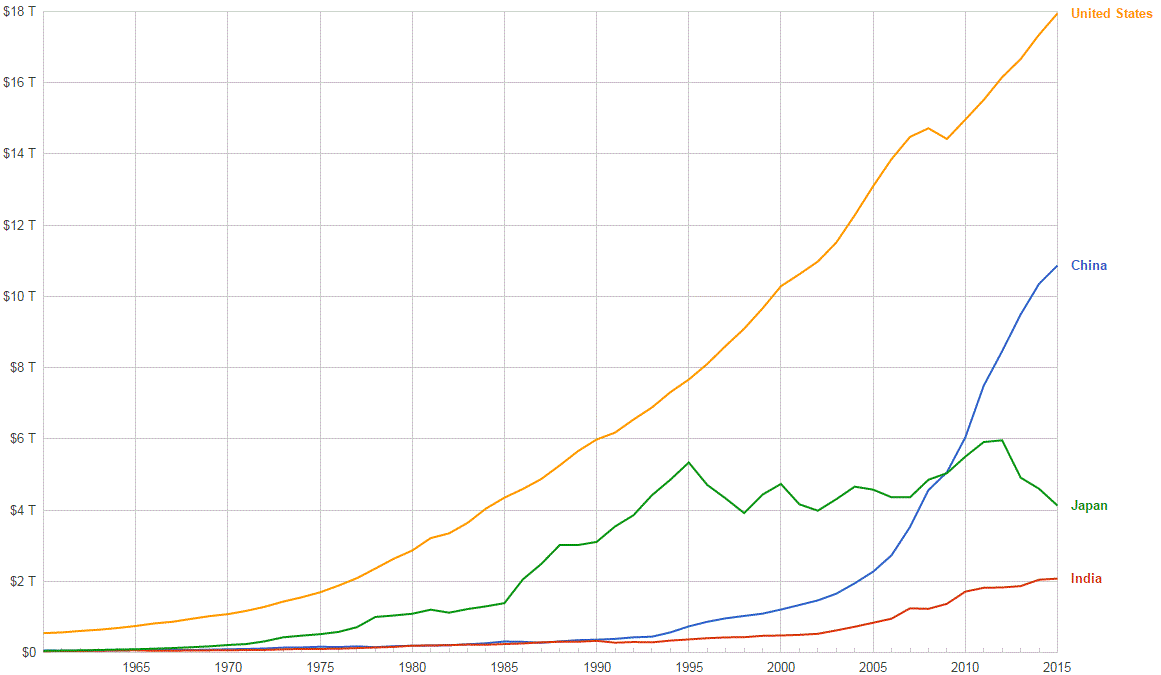
Chủ nghĩa tư bản và nền kinh tế của Cộng hòa Nhân dân Trung Hoa

Trong chủ nghĩa xã hội: Chủ nghĩa duy tâm và khoa học, Friedrich Engels lập luận rằng các doanh nghiệp nhà nước sẽ mô tả giai đoạn cuối cùng của chủ nghĩa tư bản, bao gồm quyền sở hữu và quản lý sản xuất và truyền thông quy mô lớn bởi nhà nước tư sản. Trong các tác phẩm của mình, Vladimir Lenin đã mô tả nền kinh tế của nước Nga Xô viết là tư bản nhà nước, tin rằng chủ nghĩa tư bản nhà nước là một bước tiến đầu tiên hướng tới sự phát triển của chủ nghĩa xã hội.
Một số nhà kinh tế và học giả cánh tả bao gồm Richard D. Wolff và Noam Chomsky cho rằng nền kinh tế của Liên Xô và khối phía Đông đại diện cho một hình thức chủ nghĩa tư bản nhà nước bởi vì tổ chức nội bộ của họ trong doanh nghiệp và hệ thống lao động tiền lương vẫn còn nguyên vẹn.
Thuật ngữ này không được các nhà kinh tế học ở Áo sử dụng để mô tả quyền sở hữu nhà nước đối với phương tiện sản xuất. Nhà kinh tế học Ludwig von Mises lập luận rằng việc chỉ định "chủ nghĩa tư bản nhà nước" đơn giản là một nhãn mới cho các nhãn hiệu cũ của "chủ nghĩa xã hội nhà nước" và "nền kinh tế kế hoạch" và chỉ khác với những yếu tố không cần thiết.
Cuộc tranh luận giữa những người ủng hộ tư bản tư nhân so với chủ nghĩa tư bản chủ yếu xoay quanh những câu hỏi về hiệu quả quản lý, hiệu quả sản xuất và phân phối công bằng của cải.

### Chủ nghĩa tư bản độc quyền
Chủ nghĩa tư bản của công ty là nền kinh tế thị trường tự do hoặc hỗn hợp đặc trưng bởi sự thống trị của các tập đoàn cấp bậc, quan liêu.

### Kinh tế hỗn hợp
Một nền kinh tế hỗn hợp là một nền kinh tế dựa trên thị trường bao gồm cả sở hữu tư nhân và công cộng của các phương tiện sản xuất và can thiệp kinh tế thông qua các chính sách kinh tế vĩ mô nhằm sửa chữa thất bại thị trường, giảm thất nghiệp và giữ lạm phát thấp. Mức độ can thiệp tại các thị trường khác nhau giữa các quốc gia khác nhau. Một số nền kinh tế hỗn hợp, chẳng hạn như Pháp theo dirigisme, cũng có một mức độ lập kế hoạch kinh tế gián tiếp trên một nền kinh tế chủ yếu dựa trên tư bản.

### Khác
Các biến thể khác của chủ nghĩa tư bản bao gồm:
| - Chủ nghĩa vô chính phủ - Chủ nghĩa cộng đồng - Chủ nghĩa tân tự do | - Chủ nghĩa tư bản độc quyền nhà nước - chủ nghĩa Supercapitalism - Chủ nghĩa tư bản Techno | - Chủ nghĩa tư bản phúc lợi |

## Tích lũy tư bản
Sự tích lũy tư bản đề cập đến quá trình "đầu tư kiếm tiền", hoặc tăng một khoản tiền ban đầu thông qua đầu tư vào sản xuất. Chủ nghĩa tư bản dựa trên sự tích lũy vốn, theo đó vốn tài chính được đầu tư để tạo ra lợi nhuận và sau đó tái đầu tư vào sản xuất tiếp tục trong một quá trình tích lũy liên tục. Trong học thuyết kinh tế Marxist, động lực này được gọi là định luật giá trị. Tích lũy tư bản là cơ sở của chủ nghĩa tư bản, nơi hoạt động kinh tế được cấu trúc xung quanh sự tích lũy vốn, được định nghĩa là đầu tư để thực hiện một lợi nhuận tài chính. Trong bối cảnh này, "vốn" được định nghĩa là tiền hoặc tài sản tài chính được đầu tư cho mục đích kiếm nhiều tiền hơn (cho dù dưới dạng lợi nhuận, tiền cho thuê, tiền lãi, tiền bản quyền, tăng vốn hoặc một số loại lợi nhuận khác).
Trong kinh tế, kế toán và kinh tế học Marxian, tích lũy tư bản thường được cân bằng với đầu tư của thu nhập lợi nhuận hoặc tiết kiệm, đặc biệt là trong hàng hóa vốn thực. Sự tập trung và tập trung hóa là hai trong số các kết quả tích lũy như vậy. Trong kinh tế vĩ mô và kinh tế học hiện đại, cụm từ "hình thành vốn" thường được sử dụng ưu tiên "tích lũy", mặc dù Hội nghị Liên Hợp Quốc về Thương mại và Phát triển (UNCTAD) đề cập đến ngày nay là "tích lũy". Cụm từ này đôi khi được sử dụng trong các tài khoản quốc gia.

### Nền tảng chung
Tích lũy có thể được đo lường bằng giá trị tiền tệ của các khoản đầu tư, số tiền thu nhập được tái đầu tư hoặc thay đổi giá trị tài sản sở hữu (sự gia tăng giá trị của cổ phiếu vốn). Sử dụng bảng cân đối kế toán của công ty, dữ liệu thuế và khảo sát trực tiếp làm cơ sở, thống kê của chính phủ ước tính tổng đầu tư và tài sản cho mục đích tài khoản quốc gia, số dư thanh toán quốc gia và số liệu thống kê quỹ. Ngân hàng Dự trữ và Kho bạc thường cung cấp giải thích và phân tích dữ liệu này. Các chỉ số tiêu chuẩn bao gồm hình thành vốn, hình thành vốn cố định, vốn cố định, tài sản hộ gia đình và đầu tư trực tiếp nước ngoài.
Các tổ chức như Quỹ Tiền tệ Quốc tế, UNCTAD, Nhóm Ngân hàng Thế giới, OECD và Ngân hàng Thanh toán Quốc tế đã sử dụng dữ liệu đầu tư quốc gia để ước tính xu hướng thế giới. Cục Phân tích Kinh tế, Eurostat và Văn phòng Thống kê Nhật Bản cung cấp dữ liệu về Hoa Kỳ, Châu Âu và Nhật Bản tương ứng. Các nguồn thông tin đầu tư hữu ích khác là các tạp chí kinh doanh như Fortune, Forbes, The Economist, Business Week và các tổ chức "cơ quan giám sát" và các ấn phẩm tổ chức phi chính phủ khác. Một tạp chí khoa học uy tín là Review of Income & Wealth. Trong trường hợp của Hoa Kỳ, các tài liệu "Quan điểm phân tích" (một phụ lục cho ngân sách hàng năm) cung cấp sự giàu có hữu ích và ước tính vốn áp dụng cho cả nước.
Trong học thuyết kinh tế của Karl Marx, tích luỹ tư bản liên quan đến hoạt động nhờ đó lợi nhuận được tái đầu tư làm tăng tổng số vốn. Thủ đô được Marx xem như là giá trị mở rộng, nghĩa là một số vốn, thường được thể hiện bằng tiền, được chuyển đổi qua lao động của con người thành một giá trị lớn hơn, được trích ra dưới dạng lợi nhuận và được biểu thị bằng tiền. Ở đây, vốn được định nghĩa cơ bản là giá trị tài sản kinh tế hoặc thương mại để tìm kiếm giá trị bổ sung hoặc giá trị thặng dư. Điều này đòi hỏi các mối quan hệ bất động sản cho phép các đối tượng có giá trị được chiếm đoạt và sở hữu, và các quyền giao dịch được thiết lập. Tích lũy tư bản có một nguồn gốc kép, cụ thể là trong thương mại và trong việc chiếm đoạt, cả hai loại hợp pháp hoặc bất hợp pháp. Lý do là một cổ phiếu vốn có thể được tăng lên thông qua một quá trình trao đổi hoặc "giao dịch", nhưng cũng thông qua trực tiếp lấy một tài sản hoặc tài nguyên từ một người khác mà không cần bồi thường. David Harvey gọi sự tích lũy này bằng sự phân tán.
Sự tiếp tục và quá trình tích lũy tư bản phụ thuộc vào việc loại bỏ các trở ngại cho việc mở rộng thương mại và điều này có lịch sử thường là một quá trình bạo lực. Khi thị trường mở rộng, ngày càng nhiều cơ hội mới phát triển để tích lũy vốn vì ngày càng nhiều loại hàng hoá và dịch vụ có thể được giao dịch. Tuy nhiên, tích lũy tư bản cũng có thể đối đầu với sức đề kháng khi mọi người từ chối bán hoặc từ chối mua (ví dụ: bởi nhà đầu tư hoặc công nhân, hoặc sức đề kháng của người tiêu dùng).

### Tập trung và tập trung hóa
Theo Marx, vốn có xu hướng tập trung và tập trung hóa vào tay của những người giàu có. Marx giải thích: "Đó là sự tập trung tư bản đã được hình thành, phá hủy độc lập cá nhân của họ, chiếm đoạt tư bản của tư bản, biến đổi nhiều nhỏ thành vài thủ đô lớn. [...] Vốn phát triển ở một nơi với khối lượng khổng lồ trong một bàn tay, bởi vì nó đã ở một nơi khác đã bị mất bởi nhiều người. [...] Cuộc chiến cạnh tranh được chiến đấu bằng cách làm giảm giá trị hàng hóa. Nó sẽ tiếp tục được ghi nhớ rằng, với sự phát triển của chế độ tư bản sản xuất, có sự gia tăng số vốn tối thiểu của vốn cá nhân cần thiết để thực hiện một doanh nghiệp trong điều kiện bình thường của nó Các thủ đô nhỏ hơn, do đó, tập trung vào các lĩnh vực sản xuất mà ngành công nghiệp hiện đại chỉ có một cách không thường xuyên hoặc không hoàn toàn có được. Đây là những cuộc cạnh tranh gay gắt [...] Nó luôn kết thúc trong đống đổ nát của con người y nhỏ tư bản, có thủ đô một phần đi vào tay của những kẻ chinh phục của họ, một phần biến mất ".

### Tỷ lệ tích lũy
Trong kinh tế học Marx, tỷ lệ tích luỹ được định nghĩa là (1) giá trị của sự gia tăng ròng thực sự trong vốn cổ phần trong một kỳ kế toán; và (2) tỷ lệ thặng dư giá trị thực hiện hoặc thu nhập lợi nhuận được tái đầu tư, thay vì tiêu thụ. Tỷ lệ này có thể được biểu thị bằng các tỷ lệ khác nhau giữa số vốn gốc, doanh thu thực hiện, giá trị thặng dư hoặc lợi nhuận và tái đầu tư (ví dụ: các tác phẩm của nhà kinh tế Michał Kalecki).
Những thứ khác bằng nhau, số tiền thu nhập lợi nhuận được giải ngân nhiều hơn như thu nhập cá nhân và được sử dụng cho mục đích tiêu hao, tỷ lệ tiết kiệm càng thấp và tỷ lệ tích luỹ càng thấp. Tuy nhiên, thu nhập dành cho tiêu dùng cũng có thể kích thích nhu cầu thị trường và đầu tư cao hơn. Đây là nguyên nhân của những tranh cãi bất tận trong lý thuyết kinh tế về "bao nhiêu để chi tiêu, và bao nhiêu để tiết kiệm".
Trong giai đoạn bùng nổ của chủ nghĩa tư bản, sự tăng trưởng của đầu tư được tích lũy, tức là một đầu tư dẫn đến một đầu tư khác, dẫn đến một thị trường không ngừng mở rộng, một lực lượng lao động mở rộng và tăng mức sống cho đa số người dân.
Trong tình trạng suy thoái, chủ nghĩa tư bản suy đồi, quá trình tích lũy ngày càng hướng tới đầu tư vào lực lượng quân sự và an ninh, bất động sản, đầu cơ tài chính và tiêu dùng sang trọng. Trong trường hợp đó, thu nhập từ sản xuất giá trị gia tăng sẽ giảm trong lợi ích của lãi suất, tiền thuê nhà và thu nhập thuế, với một hệ quả là sự gia tăng mức độ thất nghiệp vĩnh viễn. Vốn càng có nhiều vốn thì càng có nhiều vốn. Nghịch đảo cũng đúng và đây là một yếu tố trong khoảng cách mở rộng giữa người giàu và người nghèo.
Ernest Mandel nhấn mạnh rằng nhịp điệu tích lũy và tăng trưởng vốn phụ thuộc rất nhiều vào (1) sự phân chia sản phẩm xã hội của một xã hội giữa "sản phẩm cần thiết" và "sản phẩm dư thừa"; và (2) phân chia sản phẩm dư thừa giữa đầu tư và tiêu dùng. Đổi lại, mô hình phân bổ này phản ánh kết quả cạnh tranh giữa các nhà tư bản, cạnh tranh giữa chủ nghĩa tư bản và người lao động và cạnh tranh giữa người lao động. Do đó, mô hình tích lũy vốn có thể không bao giờ được giải thích đơn giản bởi các yếu tố thương mại vì nó cũng liên quan đến các yếu tố xã hội và các mối quan hệ quyền lực.

### Sự xoay vòng tích lũy tư bản từ sản xuất
Nói đúng ra, vốn đã tích lũy chỉ khi thu nhập lợi nhuận thực hiện đã được tái đầu tư vào tài sản vốn. Như đã đề xuất trong tập đầu tiên của Marx 'Das Kapital, quá trình tích lũy vốn trong sản xuất có ít nhất bảy yếu tố riêng biệt nhưng được liên kết:
- Vốn đầu tư ban đầu (vốn có thể vay vốn) bằng phương tiện sản xuất và sức lao động.
- Sự chỉ huy trên thặng dư lao động và chiếm đoạt của nó.
- Việc định giá (tăng giá trị) vốn thông qua sản xuất các đầu ra mới.
- Việc chiếm đoạt sản lượng mới do nhân viên sản xuất, có chứa giá trị gia tăng.
- Việc thực hiện giá trị thặng dư thông qua doanh thu đầu ra.
- Việc trích lập giá trị thặng dư đã thực hiện thành thu nhập (lợi nhuận) sau khi khấu trừ chi phí.
- Tái đầu tư thu nhập lợi nhuận trong sản xuất.

Tất cả những khoảnh khắc này không chỉ đơn giản là một quá trình "kinh tế" hay thương mại. Thay vào đó, họ cho rằng sự tồn tại của các điều kiện pháp lý, xã hội, văn hóa và kinh tế, mà không có sự sáng tạo, phân phối và lưu thông của cải mới không thể xảy ra. Điều này trở nên đặc biệt rõ ràng khi nỗ lực được tạo ra để tạo ra một thị trường không tồn tại hoặc nơi mọi người từ chối giao dịch.

### Tái tạo đơn giản và mở rộng
Trong tập thứ hai của Das Kapital, Marx tiếp tục câu chuyện và cho thấy rằng với sự trợ giúp của vốn tín dụng ngân hàng để tìm kiếm sự tăng trưởng có thể ít nhiều biến đổi thuận lợi từ dạng này sang dạng khác, luân phiên lấy hình thức tiền vốn (tiền gửi, chứng khoán), vốn hàng hóa (sản phẩm có thể giao dịch, bất động sản và tương tự), hoặc vốn sản xuất (phương tiện sản xuất và sức lao động).
Thảo luận của ông về việc tái tạo đơn giản và mở rộng các điều kiện sản xuất cung cấp một mô hình phức tạp hơn về các thông số của quá trình tích lũy nói chung. Tại sao chép đơn giản, một lượng vừa đủ được tạo ra để duy trì xã hội theo mức sống nhất định; cổ phiếu vốn vẫn không đổi. Khi sinh sản mở rộng, giá trị sản phẩm được tạo ra nhiều hơn là cần thiết để duy trì xã hội ở mức sống nhất định (một sản phẩm dư thừa); giá trị sản phẩm bổ sung có sẵn cho các khoản đầu tư mở rộng quy mô và đa dạng sản xuất.
Tư sản cho rằng không có luật kinh tế theo vốn cần tái đầu tư vào việc mở rộng sản xuất, điều đó phụ thuộc vào khả năng sinh lời, kỳ vọng thị trường và nhận thức về rủi ro đầu tư. Những tuyên bố như vậy chỉ giải thích những trải nghiệm chủ quan của các nhà đầu tư và bỏ qua những thực tế khách quan có ảnh hưởng đến những ý kiến như vậy. Như Marx tuyên bố về khối lượng thứ hai của Das Kapital, tái tạo đơn giản chỉ tồn tại nếu biến và vốn thặng dư được thực hiện bởi nhà sản xuất phương tiện sản xuất - chính xác bằng vốn liên tục của nhà sản xuất các mặt hàng tiêu thụ (p. 524). Sự cân bằng như vậy dựa trên các giả định khác nhau, chẳng hạn như nguồn cung lao động không đổi (không có tăng trưởng dân số). Sự tích lũy không hàm ý một sự thay đổi cần thiết trong tổng độ lớn của giá trị được tạo ra, nhưng có thể chỉ đơn giản đề cập đến một sự thay đổi trong thành phần của một ngành công nghiệp (tr. 514).
Ernest Mandel đã đưa ra khái niệm bổ sung về tái sản xuất kinh tế theo hợp đồng, tức là giảm tích lũy, nơi hoạt động kinh doanh thua lỗ tăng trưởng kinh doanh, hoặc sinh sản kinh tế trên quy mô giảm, ví dụ do chiến tranh, thiên tai hoặc mất giá.
Tăng trưởng kinh tế cân bằng đòi hỏi các yếu tố khác nhau trong quá trình tích lũy mở rộng theo tỷ lệ thích hợp. Tuy nhiên, bản thân các thị trường không thể tự tạo ra sự cân bằng đó và thực tế điều thúc đẩy hoạt động kinh doanh chính xác là sự mất cân bằng giữa cung và cầu: bất bình đẳng là động cơ tăng trưởng. Điều này phần nào giải thích tại sao mô hình tăng trưởng kinh tế trên toàn thế giới là rất không đồng đều và bất bình đẳng, mặc dù thị trường đã tồn tại hầu như ở khắp mọi nơi trong một thời gian rất dài. Một số người cho rằng nó cũng giải thích quy định của chính phủ về thương mại và bảo hộ thị trường.

### Tích lũy tư bản như quan hệ xã hội
"Tích luỹ tư bản" đôi khi cũng đề cập đến các tác phẩm Marxist để tái tạo các quan hệ xã hội tư bản (các thể chế) trên quy mô lớn hơn theo thời gian, tức là mở rộng quy mô của vô sản và của cải của sở hữu tư sản.

Cách giải thích này nhấn mạnh rằng quyền sở hữu vốn, được xác định trên chỉ huy lao động, là một mối quan hệ xã hội: sự tăng trưởng vốn ngụ ý sự tăng trưởng của tầng lớp lao động ("luật tích lũy"). Trong tập đầu tiên của Das Kapital, Marx đã minh họa ý tưởng này với ám chỉ đến học thuyết thuộc địa của Edward Gibbon Wakefield:
Wakefield phát hiện ra rằng trong các thuộc địa, tài sản bằng tiền, phương tiện sinh hoạt, máy móc, và các phương tiện sản xuất khác, chưa đóng dấu một người làm tư bản nếu có nhu cầu tương quan - người làm công ăn lương, người kia là ai bắt buộc phải bán bản thân ý chí tự do của mình. Ông đã khám phá ra rằng vốn không phải là một điều, mà là một mối quan hệ xã hội giữa con người, được thiết lập bởi các nhạc cụ của sự vật. Ông Peel, ông rên rỉ, mang theo ông từ Anh đến Swan River, Tây Úc, phương tiện sinh hoạt và sản xuất với số tiền 50.000 bảng Anh. Ông Peel có tầm nhìn xa để mang theo ông, bên cạnh đó, 3.000 người của tầng lớp lao động, nam giới, phụ nữ và trẻ em. Khi đến đích, 'Mr. Peel bị bỏ lại mà không có một người đầy tớ làm giường của anh ta hoặc lấy nước từ sông. ' Không hài lòng, ông Peel, người đã cung cấp mọi thứ ngoại trừ việc xuất khẩu các phương thức sản xuất tiếng Anh sang Swan River!— Das Kapital, vol. 1, ch. 33

Trong tập thứ ba của Das Kapital, Marx đề cập đến "chủ nghĩa tôn sùng tư bản" đạt điểm cao nhất với tư bản chịu lãi bởi vì bây giờ tư bản dường như phát triển theo cách riêng của nó mà không ai làm gì cả: 
Các mối quan hệ của tư bản giả định hình thức giống như bên ngoài và tôn sùng nhất của họ trong tư bản chịu lãi. Chúng ta có ở đây <math> M - M '</ math>, tiền tạo ra nhiều tiền hơn, giá trị tự mở rộng, mà không có quá trình tạo nên hai thái cực này. Ở thủ đô của thương gia, <math> M - C - M '</ math>, ít nhất là hình thức chung của phong trào tư bản, mặc dù nó chỉ giới hạn trong lĩnh vực lưu thông, vì vậy lợi nhuận chỉ đơn thuần là lợi nhuận thu được từ sự xa lánh; nhưng ít nhất nó được coi là sản phẩm của một mối quan hệ xã hội, không phải là sản phẩm của một điều đơn thuần. [...] Điều này bị xóa trong <math> M - M '</ math>, dạng vốn chịu lãi. [...] Điều (tiền, hàng hóa, giá trị) bây giờ là vốn ngay cả khi chỉ là một điều duy nhất, và vốn xuất hiện như một điều duy nhất. Kết quả của toàn bộ quá trình sinh sản xuất hiện như một tài sản vốn có trong chính điều đó. Nó phụ thuộc vào chủ sở hữu số tiền, tức là hàng hóa theo hình thức liên tục có thể trao đổi của nó, cho dù anh ta muốn chi tiêu nó như là tiền hay cho vay vốn. Trong vốn chịu lãi, do đó, tôn sùng tự động này, giá trị tự mở rộng, tiền tạo ra tiền, được đưa ra trong trạng thái tinh khiết của chúng và ở dạng này nó không còn mang dấu sinh của nguồn gốc của nó nữa. quan hệ xã hội được hoàn thành trong mối quan hệ của một điều, về tiền bạc, cho chính nó. Thay vì chuyển đổi thực tế của tiền vào vốn, chúng ta thấy ở đây chỉ có hình thức mà không có nội dung.— Das Kapital, vol. 1, ch. 24

## Tiền công lao động

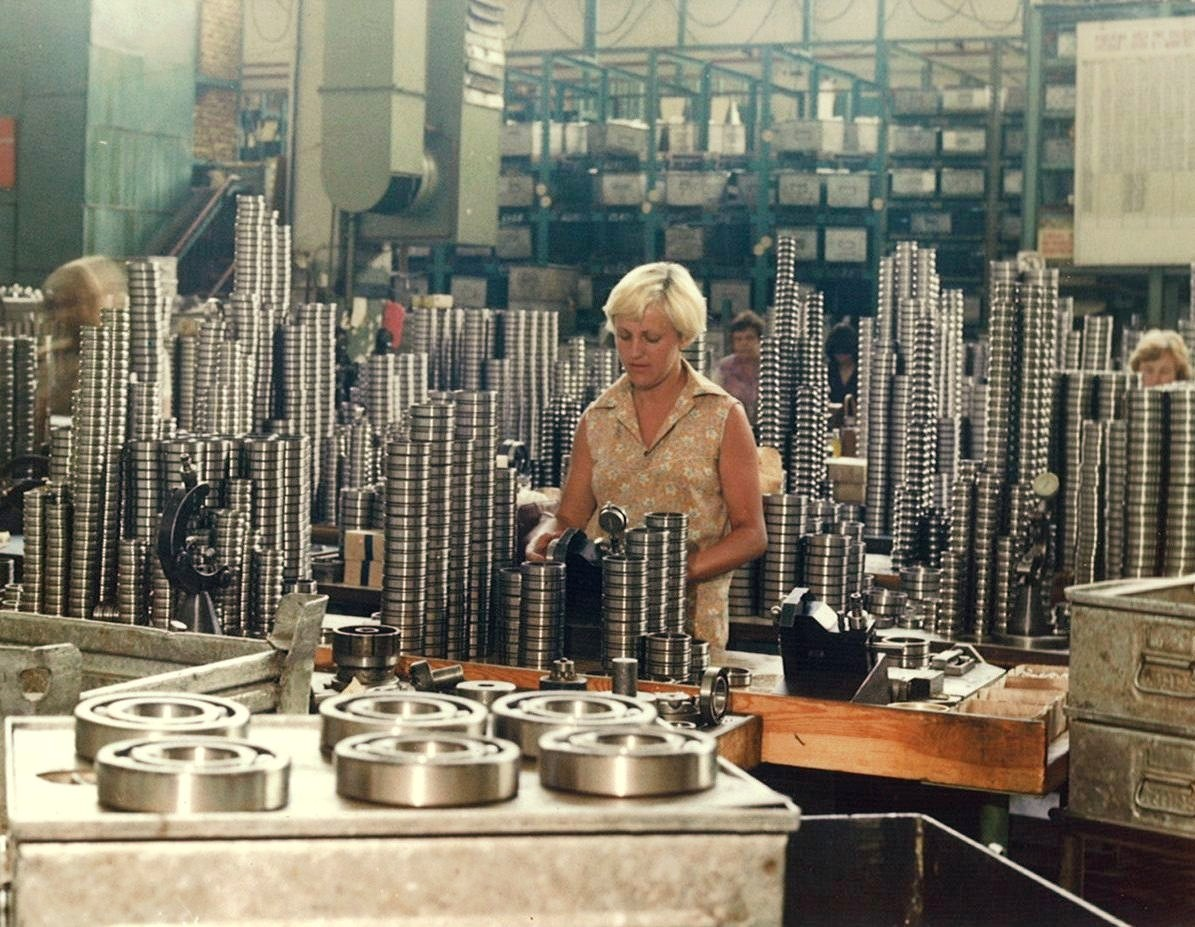
Một công nhân công nghiệp giữa các sản phẩm bán thép (Vòng bi Kinex, Bytča, Slovakia, c. 1995–2000)

Tiền công lao động liên quan đến việc bán sức lao động theo hợp đồng lao động chính thức hoặc không chính thức với nhà tuyển dụng. Những giao dịch này thường xảy ra trong thị trường lao động, nơi lương thị trường định giá. Cá nhân sở hữu và cung cấp vốn tài chính hoặc lao động cho các dự án sản xuất thường trở thành chủ sở hữu, hoặc cùng nhau (là cổ đông) hoặc cá nhân. Trong kinh tế Marxist, những chủ sở hữu phương tiện sản xuất và nhà cung cấp vốn này thường được gọi là tư bản. Bản mô tả vai trò của tư bản đã thay đổi, trước hết đề cập đến một trung gian vô dụng giữa các nhà sản xuất với một chủ nhân của các nhà sản xuất và cuối cùng là đề cập đến chủ sở hữu phương tiện sản xuất. Lao động bao gồm tất cả các nguồn nhân lực thể chất và tinh thần, bao gồm năng lực kinh doanh và kỹ năng quản lý, cần thiết để sản xuất sản phẩm và dịch vụ. Sản xuất là hành vi tạo ra hàng hóa hoặc dịch vụ bằng cách áp dụng sức lao động.
Các nhà chỉ trích chế độ tư bản sản xuất xem lao động làm công ăn lương là một yếu tố chính, nếu không xác định, khía cạnh của các hệ thống công nghiệp phân cấp. Hầu hết các đối thủ của tổ chức hỗ trợ nhân viên tự quản lý và dân chủ kinh tế như là lựa chọn thay thế cho cả lao động tiền lương và chủ nghĩa tư bản. Trong khi hầu hết các đối thủ của hệ thống tiền lương đổ lỗi cho chủ sở hữu tư bản của các phương tiện sản xuất cho sự tồn tại của nó, hầu hết các chủ nghĩa vô chính phủ và các nhà xã hội chủ nghĩa tự do khác cũng giữ nguyên nhà nước như một công cụ được các nhà tư bản sử dụng để trợ cấp và bảo vệ tổ chức quyền sở hữu tư nhân của phương tiện sản xuất. Như một số đối thủ của lao động tiền lương có ảnh hưởng từ các đề xuất Marxist, nhiều người phản đối quyền sở hữu tư nhân, nhưng duy trì sự tôn trọng tài sản cá nhân.

### Phân loại
Hình thức lao động tiền lương phổ biến nhất hiện nay là trực tiếp bình thường, hoặc "toàn thời gian", việc làm trong đó một công nhân tự do bán lao động của mình trong một thời gian không xác định (từ một vài năm đến toàn bộ sự nghiệp của công nhân) tiền lương, tiền lương và mối quan hệ thường xuyên với người sử dụng lao động mà không nói chung là nhà thầu hoặc nhân viên bất thường khác. Tuy nhiên, tiền lương lao động có nhiều hình thức khác và rõ ràng như trái ngược với ngầm định (tức là điều kiện của lao động địa phương và luật thuế) hợp đồng không phải là không phổ biến. Lịch sử kinh tế cho thấy nhiều cách thức khác nhau trong đó lao động được giao dịch và trao đổi. Sự khác biệt hiển thị dưới dạng:
- Tình trạng việc làm: một công nhân có thể làm việc toàn thời gian, bán thời gian, hoặc một cách bình thường. Ví dụ, anh ta hoặc cô ta có thể được sử dụng tạm thời cho một dự án cụ thể, hoặc thường xuyên. Lao động tiền lương bán thời gian có thể kết hợp với việc làm bán thời gian. Người lao động có thể được thuê làm người học việc.
- Tư cách dân sự (hợp pháp): công nhân có thể là công dân tự do, một lao động thụt lề, chủ thể lao động cưỡng bức (kể cả một số trại giam hoặc lao động quân đội); một công nhân có thể được chỉ định bởi các nhà chức trách chính trị cho một nhiệm vụ, họ có thể là một người bán nô lệ hoặc một người bị ràng buộc với đất được thuê trong một phần thời gian. Vì vậy, lao động có thể được thực hiện trên cơ sở tự nguyện nhiều hơn hoặc ít hơn, hoặc trên cơ sở không tự nguyện nhiều hơn hoặc ít hơn, trong đó có nhiều lần tăng dần.
- Phương thức thanh toán (thù lao hoặc bồi thường): công việc được thực hiện có thể được trả bằng tiền mặt (tiền lương) hoặc "bằng hiện vật" (thông qua nhận hàng hóa và/hoặc dịch vụ), hoặc dưới hình thức "mức giá" tiền lương phụ thuộc trực tiếp vào số lượng công nhân sản xuất. Trong một số trường hợp, người lao động có thể được thanh toán dưới hình thức tín dụng được sử dụng để mua hàng hóa và dịch vụ, hoặc dưới hình thức lựa chọn cổ phiếu hoặc cổ phiếu trong một doanh nghiệp.
- Phương thức tuyển dụng: người lao động có thể tham gia vào hợp đồng lao động theo sáng kiến riêng của mình, hoặc người đó có thể thuê lao động của họ như một phần của một nhóm. Tuy nhiên, họ cũng có thể thuê lao động của họ thông qua một trung gian (chẳng hạn như một cơ quan việc làm) cho một bên thứ ba. Trong trường hợp này, anh ta hoặc cô ta được người trung gian trả tiền, nhưng làm việc cho bên thứ ba trả tiền cho người trung gian. Trong một số trường hợp, lao động là hợp đồng phụ nhiều lần, với một số trung gian. Một khả năng khác là người lao động được một cơ quan chính trị giao hoặc đăng lên một công việc, hoặc một cơ quan thuê một công nhân cho một doanh nghiệp cùng với phương tiện sản xuất.